# Galerie 291

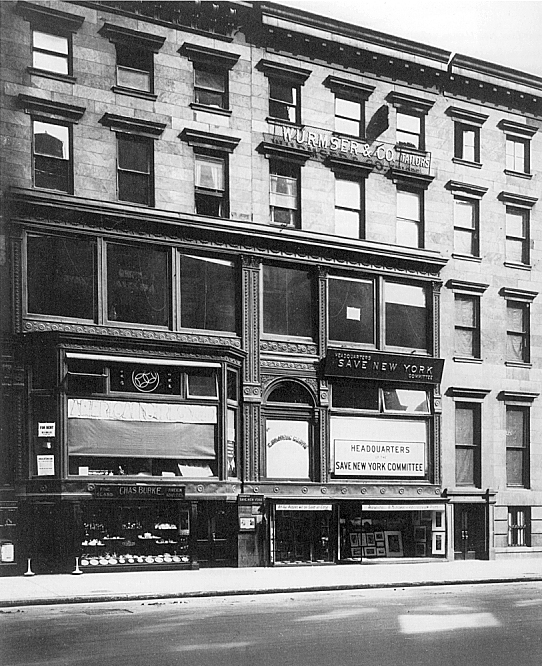
291 Fifth Avenue, New York City (rechts), 293 Fifth Avenue (links), vor 1913

Die Galerie 291 oder kurz 291 war eine avantgardistische Kunstgalerie in der Fifth Avenue in New York. Sie wurde 1905 als Little Galleries of the Photo-Secession von dem US-amerikanischen Fotografen Alfred Stieglitz und dem Luxemburger Edward Steichen gegründet. Die 291 zeigte neben fotografischen Arbeiten auch afrikanische Kunst und präsentierte erstmals europäische Künstler der Moderne in den Vereinigten Staaten. Ihr Galerist Alfred Stieglitz war eine Schlüsselfigur in der Fotografie- und Kunstgeschichte und einer der ersten modernen Ausstellungsmacher. Die Galerie und ihre Hauszeitschriften Camera Work und 291 waren wichtige Künstlerforen und impulsgebend für prädadaistische Tendenzen, den New-York-Dada und die darauf folgende Entstehung erster moderner Kunstrichtungen in den Vereinigten Staaten des frühen 20. Jahrhunderts.

## Geschichte

### Photo-Secession,Camera Workund der Piktorialismus
„Die Photo-Secession ist eine Idee. Es ist die Idee einer Revolte gegen die gesamte Autorität in der Kunst, eigentlich gegen die ganze Autorität in allem, denn Kunst ist nur der Ausdruck des Lebens.“

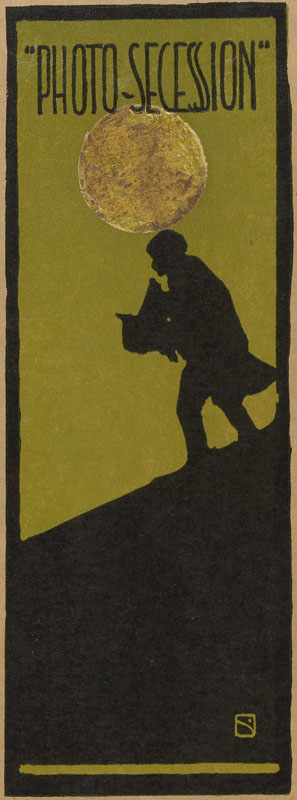
Emblem der Photo-Secession, um 1902

Die Entstehungsgeschichte der Galerie ist eng mit der Photo-Secession verbunden, einer Fotografenvereinigung, die 1902 von Stieglitz gemeinsam mit seinem Protegé, dem Maler und Fotografen Edward Steichen, nach dem Vorbild der Londoner Brotherhood of the Linked Ring als „elitärer Club“ gegründet wurde. Der Begriff „Secession“ spielte auf die Künstler der Wiener Secession an, die sich vom akademischen Establishment abgespalten hatten. Stieglitz sah die Secession als „Protest und Spaltung vom Geist der Doktrinären und der Kompromissler.“ Die Photo-Secession nahm von 1902 bis 1904 Gestalt an. Die ersten Mitglieder waren, neben Steichen und Stieglitz, international namhafte Fotografen des Piktorialismus wie Frank Eugene, Gertrude Käsebier, Joseph Keiley und Clarence Hudson White. Etwas später schlossen sich Anne Brigman, Alvin Langdon Coburn und George Henry Seeley an. Begleitend gab Stieglitz das aufwändig gestaltete, im teuren Heliogravüre-Verfahren produzierte Hochglanzmagazin Camera Work heraus, um die Fotografien der Photo-Secessionisten und den von ihm proklamierten Piktorialismus zu verbreiten. Das Magazin erschien vierteljährlich von 1902 bis 1917 mit insgesamt 50 Ausgaben und diente Stieglitz bis zur Schließung der Galerie als „Hauszeitschrift“, die neben Essays und Theorieentwicklung zur Fotografie aktuelle Exponate vorstellte. Neben der Analyse fotografischer Arbeiten der Secessionisten boten die frühen Ausgaben wissenschaftliche Artikel und naturalistische Fotografien, spätere Ausgaben konzentrierten sich auf ebenso applaudierende wie harte Kunstkritiken der von Stieglitz organisierten Ausstellungen.

### Gründung

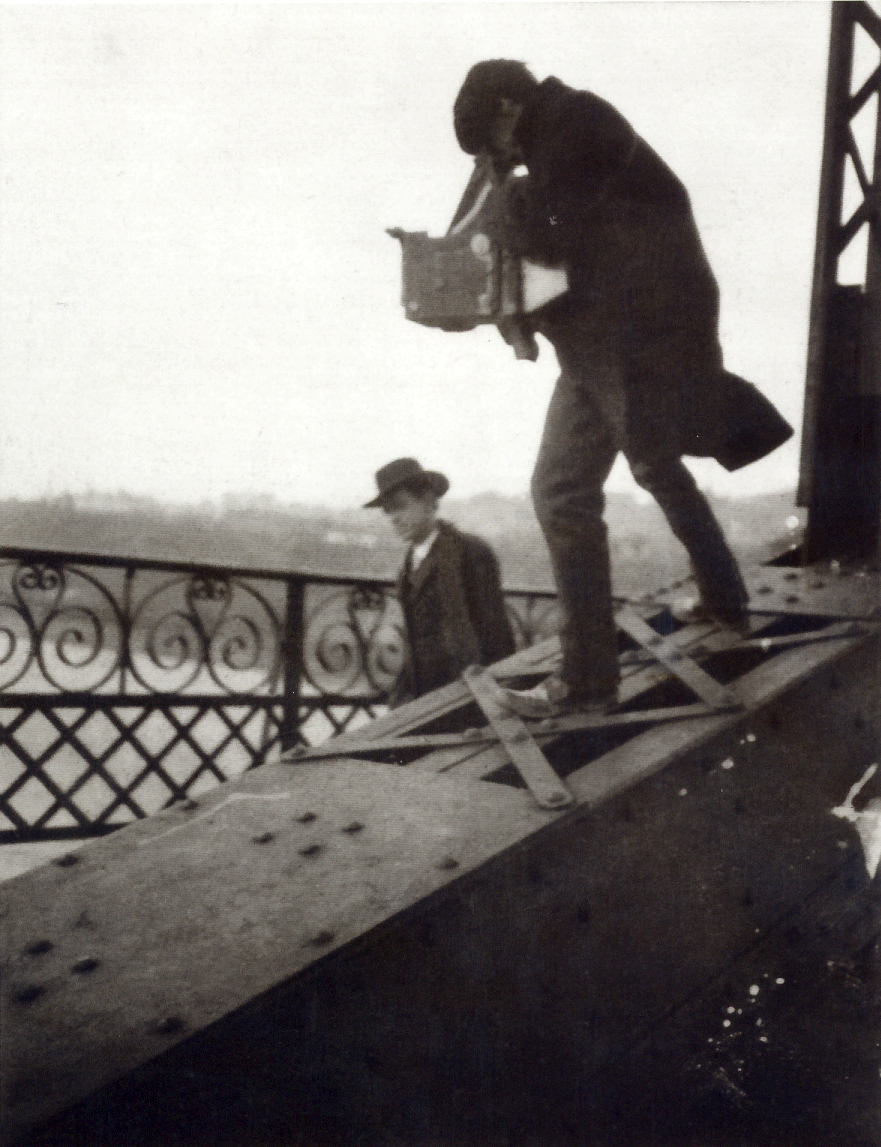
Unbekannter Fotograf: Alfred Stieglitz Photographing on a Bridge, um 1905

Die Wanderausstellungen der Photo-Secessionisten und Camera Work wurden mit großem Zuspruch angenommen. Dennoch sah Stieglitz seine Position als Leitfigur der Fotografengemeinde ernsthaft gefährdet, als der professionelle Fotograf Curtis Bell, der zugleich Präsident der American Federation of Photographic Societies war, im Dezember 1904 die Ausstellung The First American Photographic Salon in der New Yorker Clausen Gallery veranstaltete. Das Ausstellungskuratorium bestand aus namhaften Künstlern wie William Merritt Chase, Kenyon Cox und Robert Henri; die Schau präsentierte amerikanische und europäische Fotografen und wurde von vielen als direkter Angriff auf Stieglitz’ Vorherrschaft betrachtet. Stieglitz sah sich nun genötigt, sich und die Photo-Secession „von der Mittelmäßigkeit und Selbstgefälligkeit, die die künstlerische Fotografie bedrohen“, loszulösen.

### 5th Avenue 291 und 293
1902 kehrte Edward Steichen aus Paris nach New York zurück und mietete im obersten Stock des Gebäudes an der Fifth Avenue Nummer 291, zwischen 30. und 31. Straße, ein kleines Studio. Das Haus, um 1870 im Stil des Neoklassizismus gebaut, war vierstöckig, aus braunem Klinker (Brownstone) ausgeführt und schloss oben mit einer prägnanten Attika, als Aufkantung des Flachdachrandes, ab. Im ersten und zweiten Stock war ein Erker (bay window) mit großen Fenstern vorgebaut. Die nebeneinander liegenden Häuser 291 und 293 verband ein großer Hausflur (Hallway), ein kleiner, „klappriger“ Aufzug konnte dadurch von beiden Häusern benutzt werden. Die Häuser wurden 1935 abgerissen und durch Neubauten ersetzt, die heute noch bestehen. Der Standort kam Steichen sehr entgegen, da der Camera-Club ganz in der Nähe in der 29. Straße eine gut ausgerüstete Dunkelkammer, seine Versammlungsräume und seine Bibliothek hatte. 1905 zog Steichen, der inzwischen geheiratet und Kinder hatte – quer durch die Hallway – in größere Räume in das Haus Nummer 293.

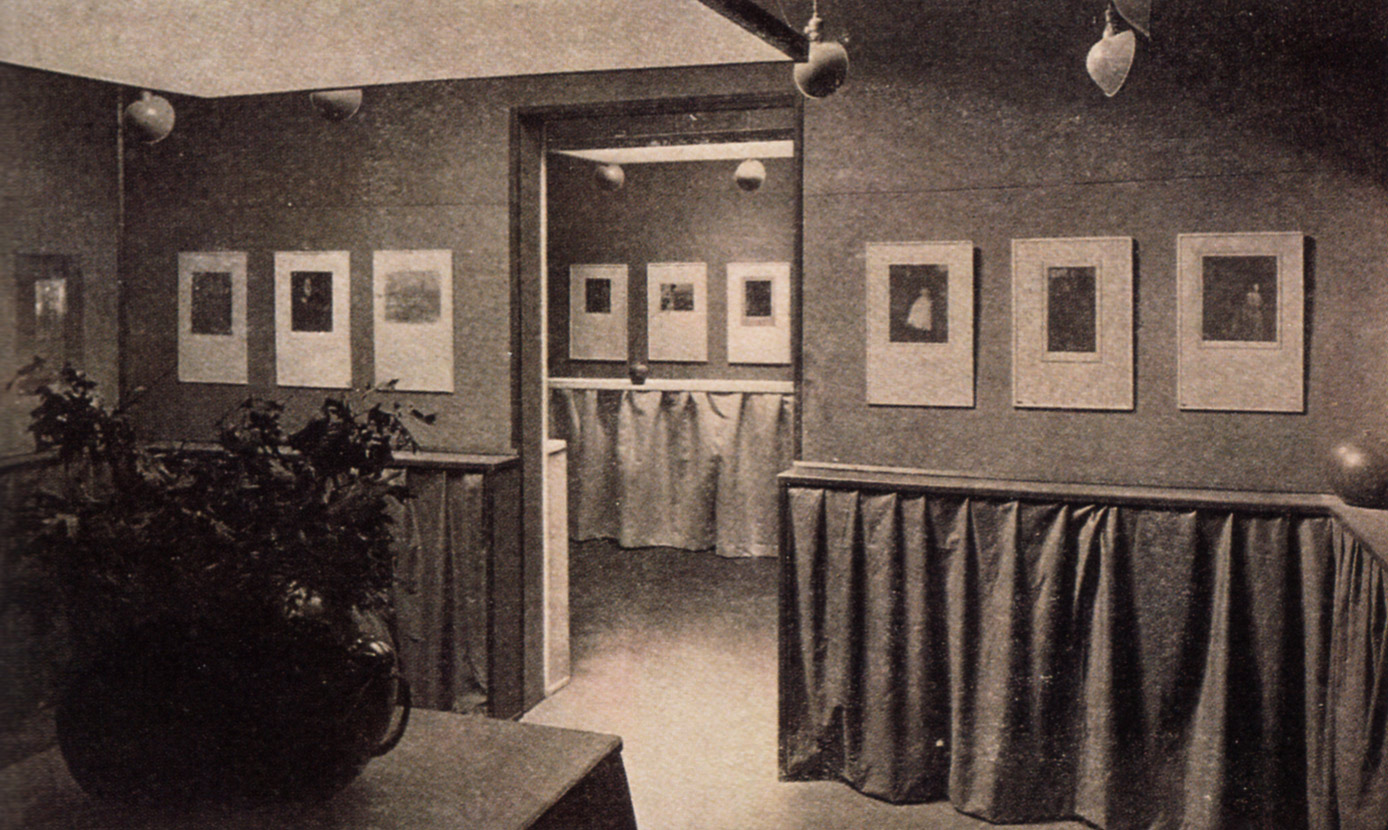
Alfred Stieglitz: The Little Galleries of the Photo-Secession (Ausstellung Gertrude Käsebier und Clarence H. White), Februar 1906

Dadurch wurde sein ehemaliges Studio frei und Stieglitz konnte es, auf Vermittlung von Steichen, für 50 Dollar im Monat mieten. Zusätzlich konnte er zwei zusätzliche Räume hinzunehmen, um dort eine Galerie, die er The Little Galleries of the Photo-Secession nannte, zu betreiben. Die von Steichen gestaltete Galerieräume wurde in der April-Ausgabe 1906 von Camera Work beschrieben:
„Einer der größeren Räume ist in matten Olivtönen gehalten, die Jutetapeten in einem warmen Olivgrau; die Holzverkleidung und die Leisten sind in einer ähnlichen Farbe, aber wesentlich dunkler. Die Wandbehänge sind aus olivgrünem Seidensatin und die Decke und der Baldachin sind von einem sehr tiefen, cremefarbenen Grau. Der kleine Raum ist speziell für Drucke auf sehr hellen Passepartouts oder in weißen Rahmen konzipiert. Die Wände dieses Raumes sind mit einem gebleichten, natürlichen Sackleinen bespannt; die Holzarbeiten und Leisten sind reinweiß, die Vorhänge in matten Naturfarben. Das dritte Zimmer ist in Graublau, mattem Lachs und Olivgrau gehalten.“
Die Galerie bestand lediglich aus drei Räumen; der größte maß 4,50 × 5,10 m, der mittlere 4,50 × 4,50 m und der schmalste nur 4,50 × 2,50 m. In einem Leitartikel erklärte Camera Work, dass „291 ein Laboratorium, eine Versuchsstation [sei] und nicht als Kunstgalerie im herkömmlichen Sinne angesehen werden darf.“
Aus der Befürchtung heraus, es gäbe nicht genügend fotografische Werke, um eine Galerie zu unterhalten, und mit dem Wunsch, Fotografie mit „den anderen Künsten“ zu vergleichen, entschieden sie sich, nicht nur die „allerbesten Fotografien der Welt“, sondern auch Malereien, Zeichnungen und Skulpturen zu zeigen und diese in Beziehung zueinander zu setzen. Die Galerie sollte zugleich ein kommerzieller Raum sein, obwohl Stieglitz eine ausgesprochene Abneigung gegen die Kommerzialisierung der Kunst sowie finanzielle Diskussionen im Allgemeinen hatte. Stieglitz betrachtete dies als eine Form der Prostitution, und wenn er bemerkte, dass jemand ein Kunstwerk wie ein Konsumgut behandelte, zögerte er nicht, plötzlich den doppelten Preis dafür zu verlangen.
1908 sollte die Miete für seine drei Räume in 5th Avenue 291 erheblich steigen. Stieglitz und seine Freunde von der Photo-Secession sah sich außerstande, diesen Betrag in Verbindung mit einem langfristigen Mietvertrag, aufzubringen. Der Kunstmäzen Paul Haviland half der Gruppe finanziell und Stieglitz konnte im Nachbarhaus 5th Avenue 293 einen dreijährigen Mietvertrag, wenn auch für kleinere Räume, abschließen. Der Umzug – wieder quer durch den Hallway – fand im Januar 1908 statt. Der neue Ausstellungsraum maß nur 4,60 × 4,60 m, umfasste jedoch auch kleinere Nebenräume. „Nachdem Haviland ihn davon überzeugt hatte, dass der neue Raum praktikabel war, trommelte Stieglitz einige andere Freunde zusammen und brachte zusätzliche Mittel für Betriebskosten, Material, Druck und Rahmung auf.“ Obwohl sich nun die Hausnummer in „293“ geändert hatte, beschlossen die Freunde, die „291“ („two-nine-one“) weiterhin als Galeriename zu nutzen.

### Eröffnung, erste Ausstellungen 1905–1906

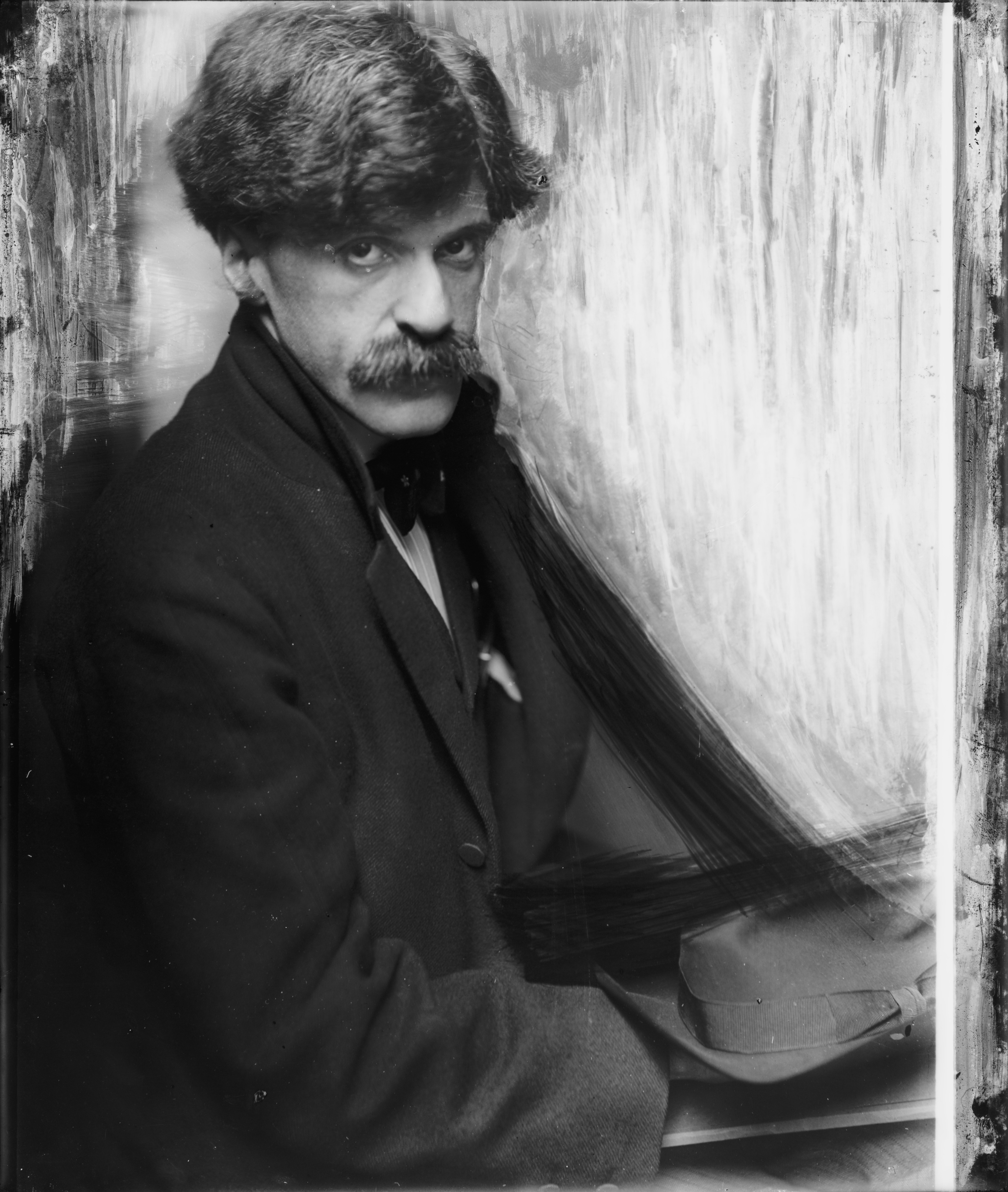
Gertrude Käsebier: Alfred Stieglitz, um 1902

Die Little Galleries of the Photo-Secession, die alsbald in 291 umbenannt wurde, eröffnete am 25. November 1905. Wie die Zeitschrift Camera Work sollte die Galerie den Piktorialisten ein Forum bieten, als Präsentationsfläche dienen und das Medium Fotografie als eigenständige Kunstform im Kunstbetrieb etablieren. Überdies sollten die Fotografien mit dem dezenten Hinweis „Preise auf Anfrage“ zum Verkauf angeboten werden.
Die offizielle Eröffnungsausstellung im Januar 1906 präsentierte Gummibichromatdrucke der französischen Fotografen Robert Demachy, René Le Bègue und Constant Puyo. Der Ausstellung folgte eine Zwei-Personen-Schau mit Fotoarbeiten von Gertrude Käsebier und Clarence H. White, sowie vier weitere Ausstellungen im selben Jahr, in denen britische Fotografen gezeigt und erste Drucke von Edward Steichen vorgestellt wurden. Eine Schau war deutschen und österreichischen Fotografen gewidmet und eine weitere den Photo-Secessionisten.

Photo-Secessionisten, die in der Galerie gezeigt wurden
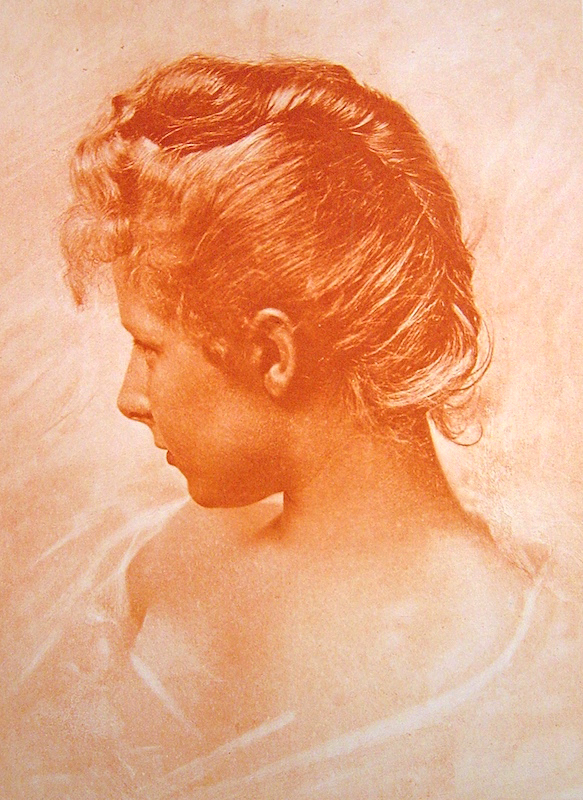
Robert Demachy: Prima Vera, 1896
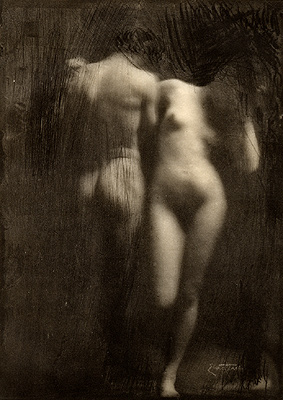
Frank Eugene: Adam und Eva, 1898
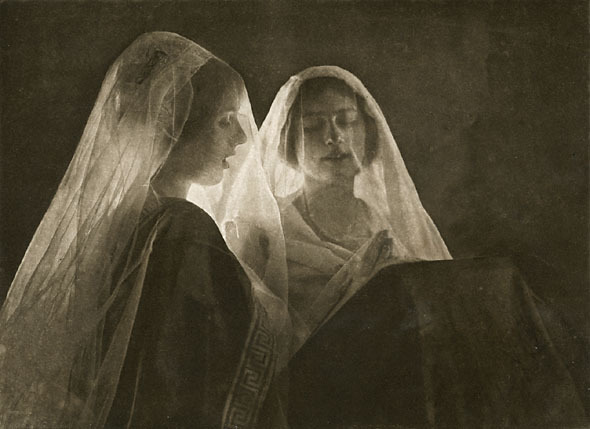
Constant Puyo: Verschleierte Frauen, um 1900
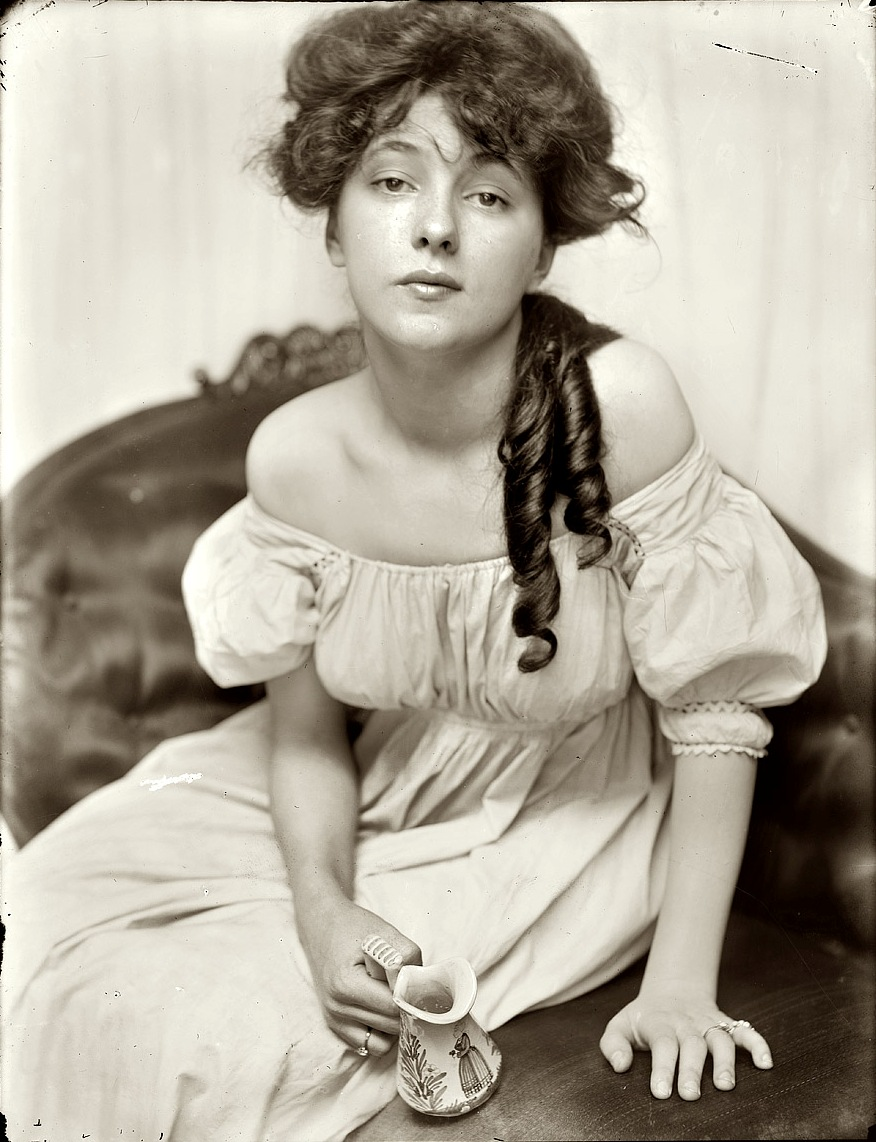
Gertrude Käsebier: Miss N (Photoportrait of Evelyn Nesbit), 1903
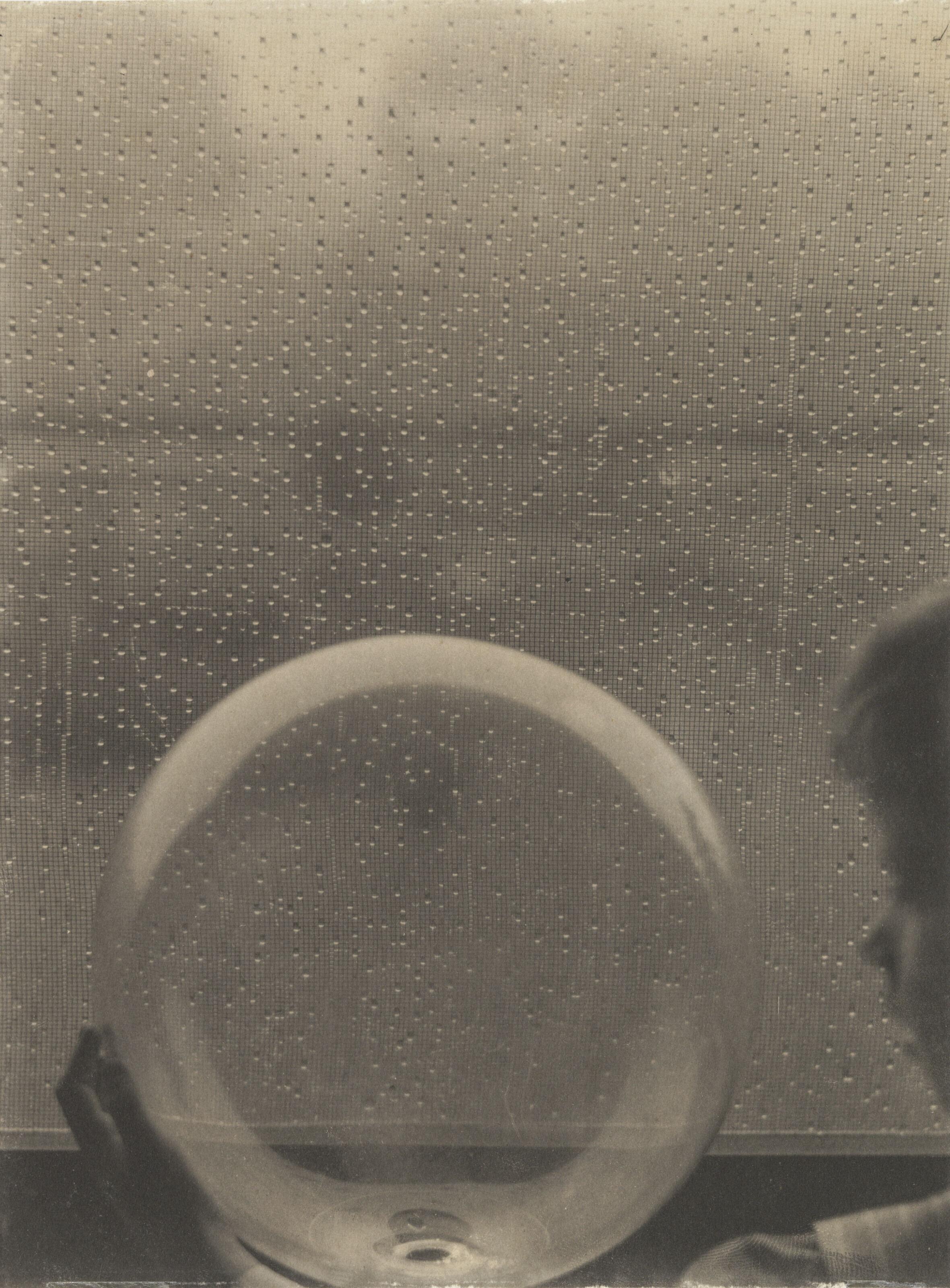
Clarence Hudson White: Regentropfen, 1903

### Richtungswandel zur Kunstgalerie der Moderne 1907–1908

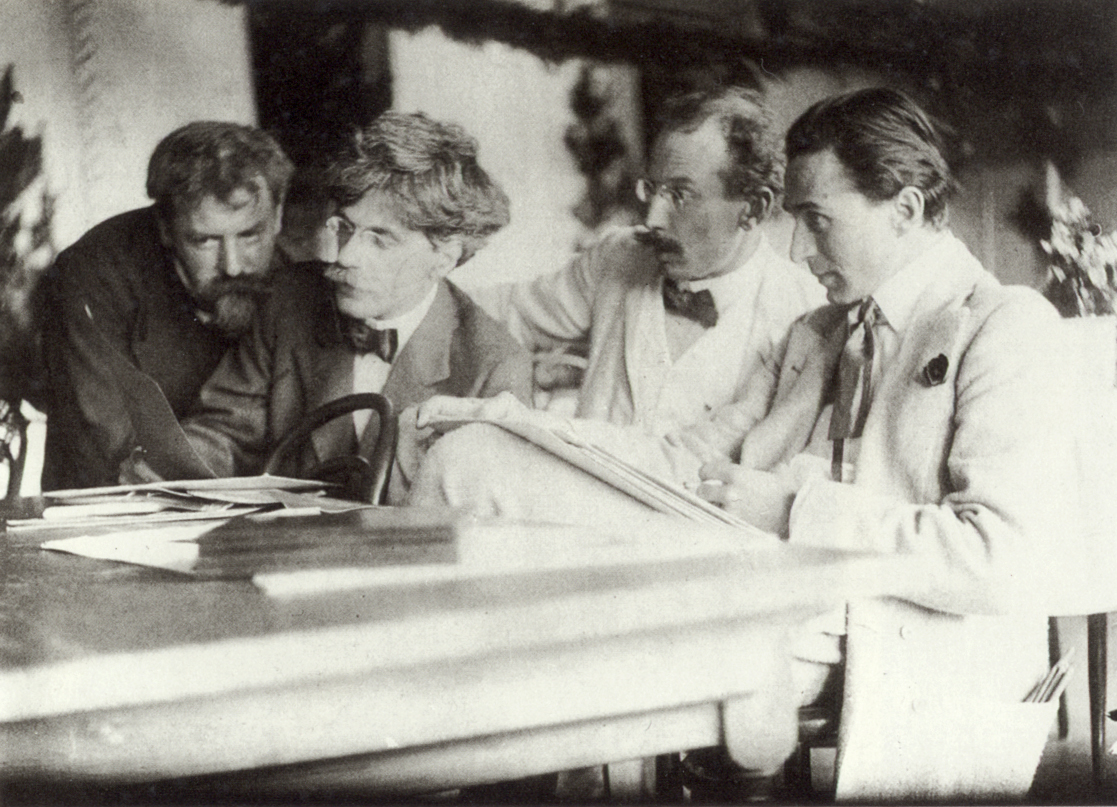
Frank Eugene: Eugene, Stieglitz, Kühn und Steichen bewundern ein Werk von Eugene, um 1907

Die Galerie beschränkte sich nur kurzfristig auf Einzel- und Gruppenausstellungen der Fotografen. Bereits im Januar 1907 zeigte Stieglitz Zeichnungen der englischen Illustratorin Pamela Colman Smith, die mit der Gestaltung des Waite-Smith Tarot bekannt wurde.
Über Edward Steichen, der 1906 nach Paris zurückkehrte, entstanden viele wichtige Kontakt zur europäischen Avantgarde. Steichen lernte die meisten Künstler über die dort lebende einflussreiche amerikanische Sammlerfamilie Stein – Michael, Sarah, Leo und Gertrude Stein – kennen. Er erinnerte sich später „[…] bei den Steins sah ich sämtliche Arten der modernen Malerei, von Cézanne und Renoir bis zu Matisse und Picasso.“ Stieglitz bezeichnete Steichen einmal humorvoll als „seinen Kunst-Scout vor Ort“.
Unter Steichens Einfluss zeigte die Galerie ab 1908 Werke der europäischen Künstler-Avantgarde wie Georges Braque, Paul Cézanne, Henri Matisse, Francis Picabia, Pablo Picasso, Henri de Toulouse-Lautrec oder die Bildhauer Constantin Brâncuși und Auguste Rodin, sowie amerikanische Künstler die zeitweise in Europa arbeiteten, wie Marsden Hartley, Arthur Dove oder Alfred Maurer.
In einem Brief an Stieglitz regte Steichen von Paris aus an, „wir sollten die moderneren Werke rotieren lassen, sodass sowohl Fotografien als auch konventionelle, verständliche Kunstwerke gezeigt werden. Und als ‚rotes Tuch‘ könnten wir Picasso nehmen, um die Rechnung zu begleichen, wenn wir ihn bekommen, denn er ist ein verrückter Steinzeitmensch [,] hasst Ausstellungen etc. wie auch immer, wir werden es mit ihm versuchen.“
Die Ausstellungssaison 1907/08 begann Stieglitz mit einer Werkschau der Photo-Secessionisten, gefolgt von einer Ausstellung mit Rodins spontanen, minimalistischen Aquarellzeichnungen, die eine für die damalige Zeit schockierend sexuelle Thematik besaßen. Die 58 Zeichnungen wurden erstmals öffentlich gezeigt. Rodin hegte zwar kein besonderes Interesse an einer Werkschau in den Vereinigten Staaten, dennoch hatte Steichen ihn überreden können, die Arbeiten nach Übersee zu verschicken. Allgemein sahen die meisten europäischen Künstler zu der Zeit wenig Sinn darin, ihre Werke ohne Erfolgsbilanz und Aussicht auf gute Verkäufe an eine kleine amerikanische Galerie zu geben, und Rodin brauchte 1908 weder Geld noch Aufmerksamkeit, obgleich er wusste, dass er viele Bewunderer in den Staaten hatte. Stieglitz präsentierte Rodins Zeichnungen ungerahmt hinter Glas in den beiden schmaleren Räumen der Galerie. Im Frühjahr 1910 folgte eine weitere Rodin-Ausstellung mit 41 Zeichnungen, gruppiert um einen Denker in der Mitte der Galerie.

Auguste Rodin, Ausstellungen 1908 und 1910
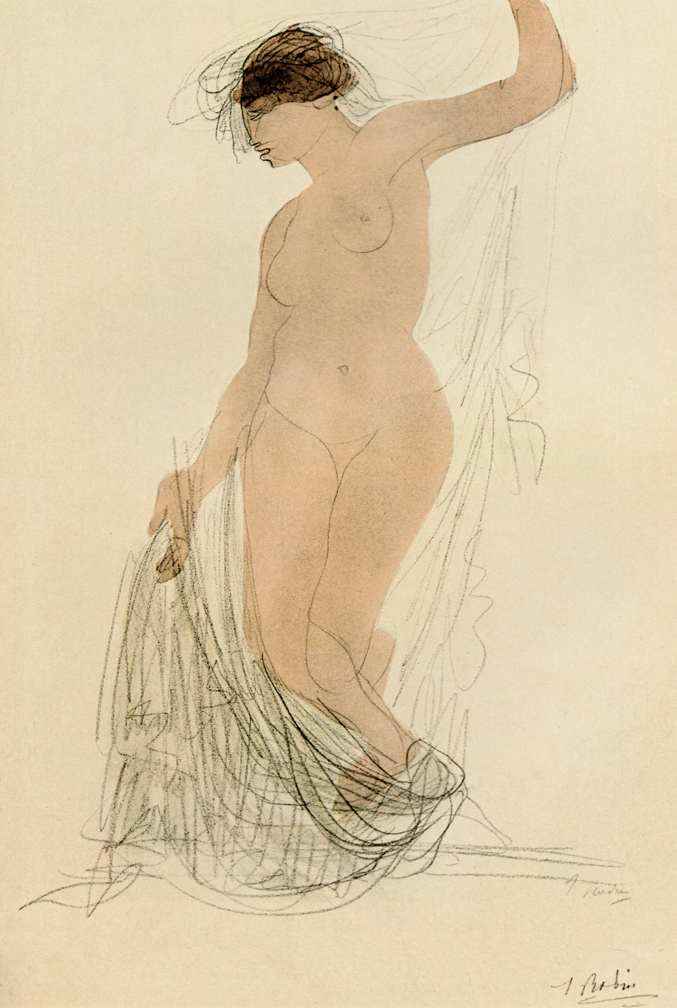
Akt mit Draperie um 1900–1905; abgedruckt in Camera Work 39, 1912
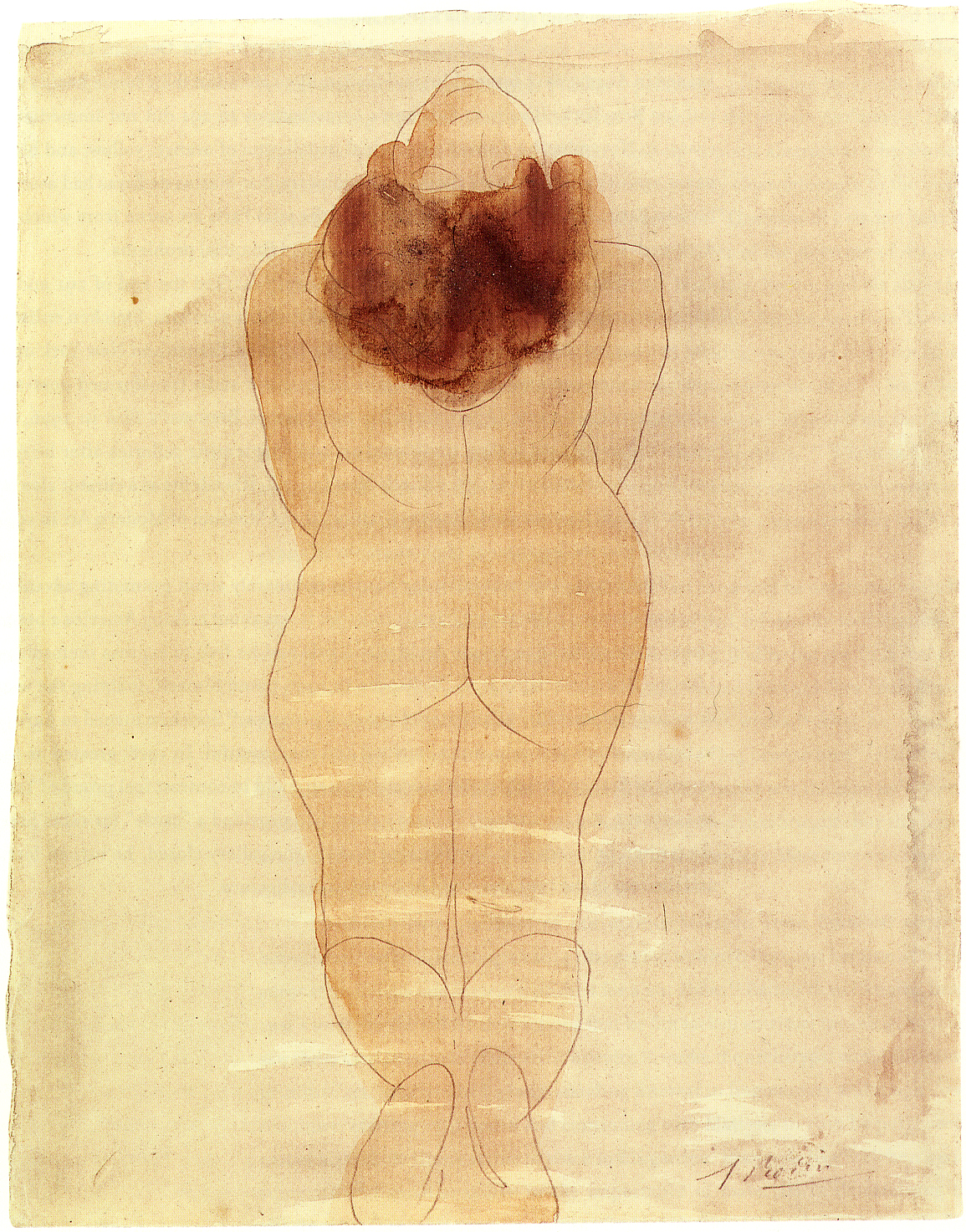
Kniende Frau um 1900–1908
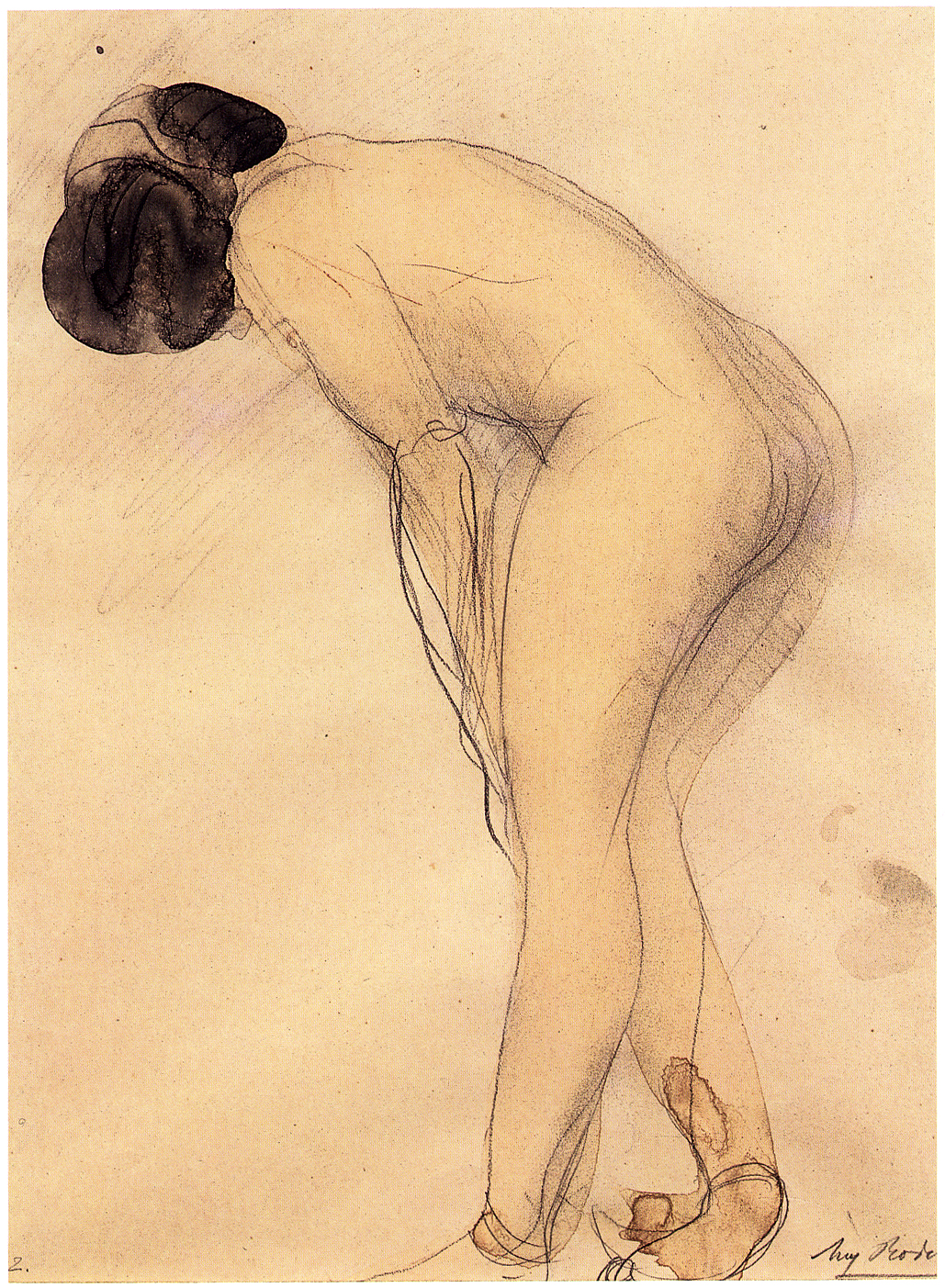
Akt um 1900–1908
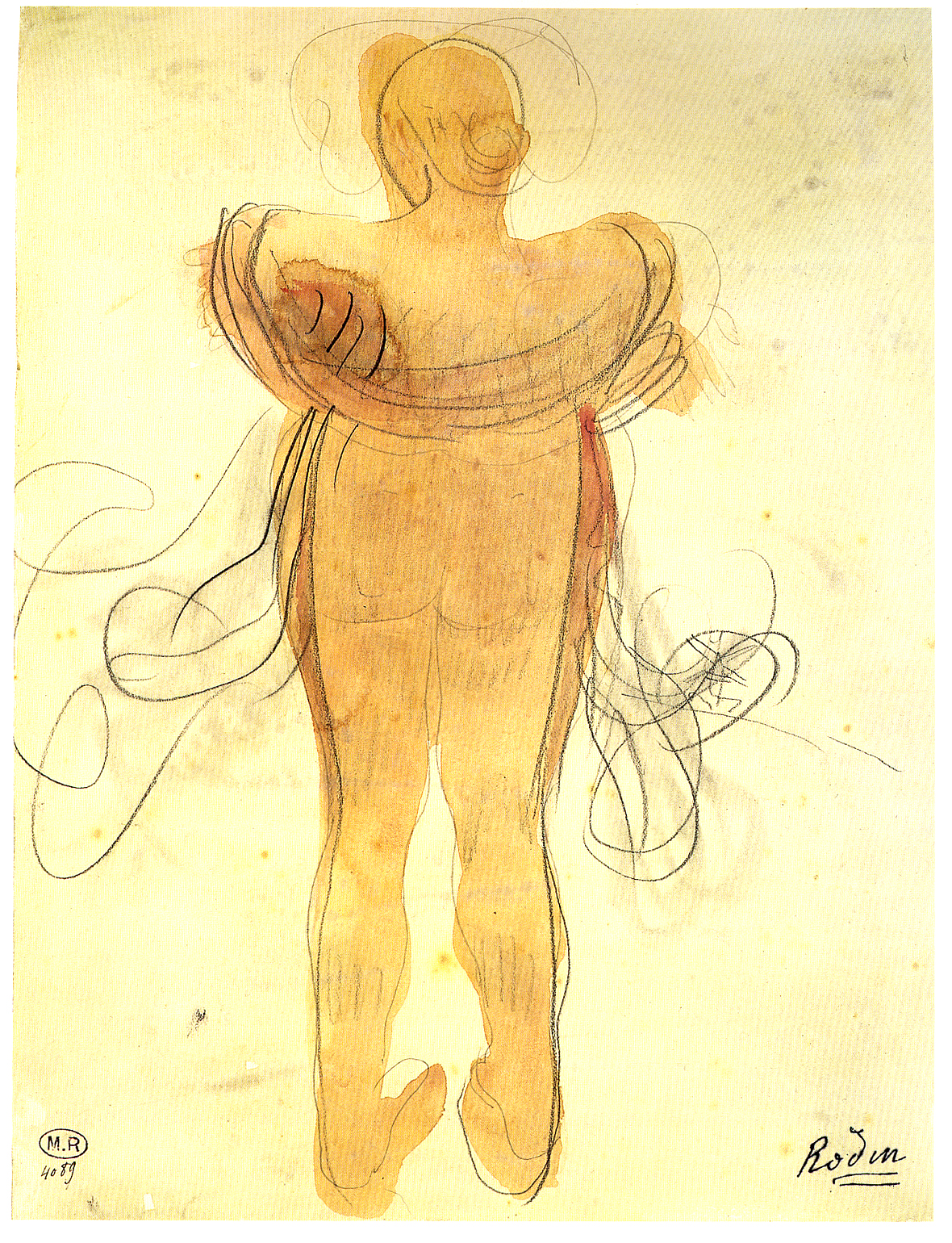
Weiblicher Akt von hinten, ein Schal um den Schultern nach 1901
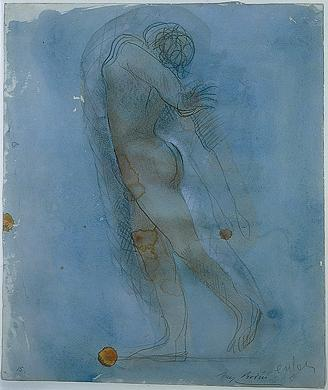
Hölle um 1900–1908

Der Rodin-Ausstellung folgte eine Fotoausstellung von George Seeley, einem jüngeren Mitglied der Photo-Secession, und eine Gemeinschaftsausstellung mit Exlibris des deutschen Malers Willi Geiger, Radierungen von D. S. MacLaughlan und Zeichnungen von Pamela Coleman Smith. Die Saison endete mit aktuellen Fotografien von Steichen und einer kontroversen Ausstellung von Henri Matisse mit Aquarellen, Lithografien, Radierungen, Zeichnungen und einem kleinen Ölgemälde. Die Matisse-Ausstellung war von Steichen wieder von Paris aus zusammengestellt worden. Im Januar 1908 schrieb er an Stieglitz: „Ich habe eine weitere absolute Spitzenausstellung für dich, genauso ausgezeichnet wie Rodin. Zeichnungen von Henri Matisse, dem Modernsten der Modernen.“ Im April des Jahres verschickte Stieglitz Einladungen, in denen er Matisse als „den führenden Kopf einer modernen Gruppe französischer Maler, die sich Les Fauves nennen“, ankündigte und dass es für die Photo-Secession „ein großes Glück ist, die Ehre zu haben, Matisse dem amerikanischen Publikum und den amerikanischen Kunstkritikern vorzustellen.“ Doch viele Besucher und Kritiker fassten die „unfertigen Malereien“ – ausschließlich weibliche Akte – des Franzosen als Affront auf. Die Kritiker hatten Schwierigkeiten, Matisse in einen kunstkritischen Kontext zu stellen: In New York hatte es bisher weder von Cézanne, van Gogh noch von Gauguin Ausstellungen gegeben. Die einhellige Bezeichnung, die sie für Matisse’ Werk fanden, war „hässlich.“
Besonders die Matisse-Ausstellung bewies Stieglitz, dass seine neue Art, Ausstellungen zu gestalten, auf Resonanz stieß. Er notierte: „[…] hier war das Werk eines neuen Mannes, mit neuen Ideen – ein echter Anarchist in der Kunst, so scheint es. Die Ausstellung führte zu vielen hitzigen Kontroversen; sie erwies sich als stimulierend.“
Sowohl Künstler wie Publikum wurden mit neuen Sichtweisen konfrontiert, über die in der Galerie ausgiebig diskutiert werden konnte. Die Ausstellungen der letzten fünf Monate beinhalteten sämtliche Ausdrucksformen des weiblichen Aktes in der Fotografie wie in der Malerei, dazu von so unterschiedlichen Künstlern wie Rodin, Seeley, Smith und Matisse. Das Interesse für den Akt kam hierbei nicht von ungefähr, denn Steichen und Stieglitz beschäftigten sich zu diesem Zeitpunkt selbst mit der Aktfotografie.

### Eigenständige amerikanische Tendenzen, „The Stieglitz Circle“ 1909–1910

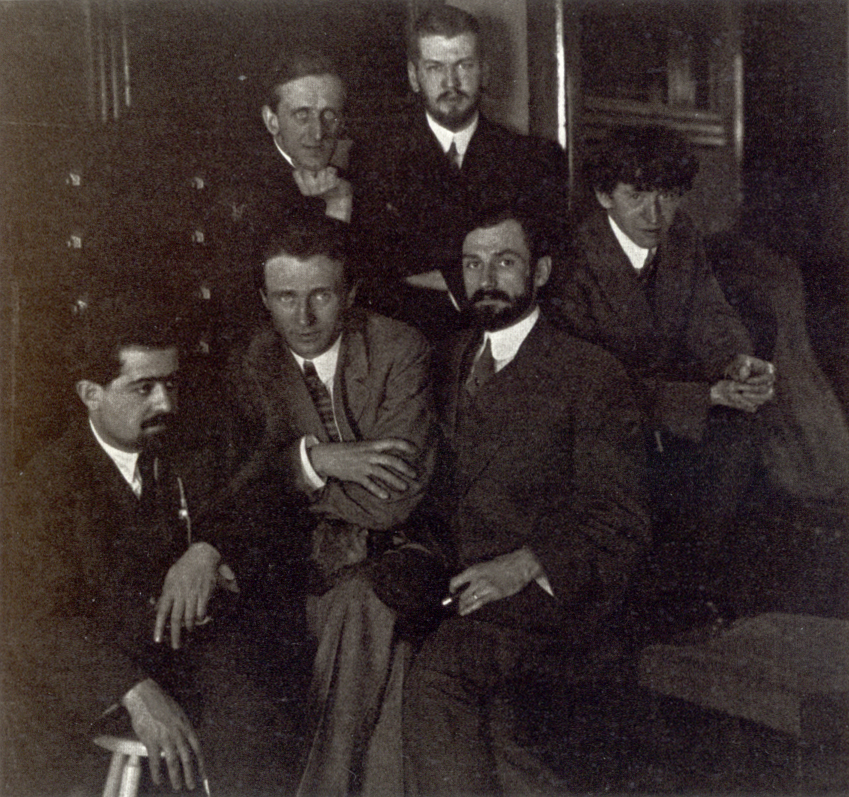
Young American Artists of the Modern School – Von links: Jo Davidson, Edward Steichen, Arthur B. Carles, John Marin; im Hintergrund: Marsden Hartley, Laurence Fellows; um 1911

Die Ausstellungssaison 1909 begann mit Karikaturen des mexikanischen Künstlers Marius de Zayas. Die 25 Kohlezeichnungen zeigten Porträts von Prominenten der Zeit und waren 30 Autochromes des Fotografen und Kunstkritikers J. Nilsen Lauvrik gegenübergestellt. Die Ausstellung stand unter Stieglitz’ Bestreben, einen Dialog zwischen Abstraktion und Fotografie zu finden. De Zayas ging im Folgejahr nach Paris, um sich mit den neuesten und radikalsten Kunstrichtungen auseinanderzusetzen, er schloss sich dem Kreis um Apollinaire an und knüpfte dabei zahlreiche Kontakte. Bald fungierte er neben Steichen als Stieglitz’ rechte Hand in Europa; de Zayas zeichnete unter anderem für die Picasso-Ausstellung 1911 in der Galerie verantwortlich, organisierte 1914 die Schau afrikanischer Kunstobjekte und verfasste bedeutende Kunstkritiken zum Modernismus in Camera Work. Im Unterschied zu Stieglitz bestand de Zayas auf dem kommerziellen Aspekt der Kunst und gründete 1915 die Modern Gallery in der 500 Fifth Avenue. Eine zunächst gedachte Kooperative der beiden Galerien schlug alsbald fehl, und Camera Work berichtete: „Nach drei Monaten des Experimentierens befand Mr. de Zayas, dass das praktische Geschäftsleben in New York inkompatibel mit der 291 ist.“

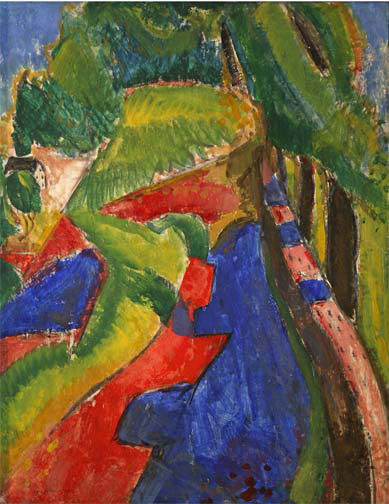
Alfred H. Maurer: Fauve Landscape with Red and Blue, um 1908 (vermutlich 1909 gezeigt in der 291)

Im April 1909 zeigte Stieglitz eine Gemeinschaftsausstellung der Maler John Marin und Alfred Maurer. Maurer, ursprünglich ein akademischer Maler in der Tradition Whistlers, hatte sich während seines langjährigen Aufenthalts in Paris mit zahlreichen modernen Stilen auseinandergesetzt und war bei einer fauvistischen Bildsprache angelangt. Von ihm wurden Landschaftsbilder in Öl gezeigt. Marin hingegen war ein Aquarellmaler, der sich während seines Studiums mit Architektur und Technologie befasst hatte und die zunehmende Urbanisierung in seinen Bildern thematisierte. Waren Maurers Werke noch „europalastig“, deuteten Marins Aquarelle bereits auf eine eigenständige amerikanische Richtung hin.
In den nächsten vier Jahren stellte Stieglitz turnusmäßig abwechselnd europäische und junge amerikanische Künstler aus. Im Verlauf dieser Ausstellungszyklen „kultivierte“ Stieglitz einen ausgewählten Kreis heimischer Maler, der von Kunstkritikern später als The Stieglitz Circle bezeichnet wurde. Jeder dieser Künstler folgte auf seine Weise der Theorie Kandinskys, dass durch reine abstrakte Formen Gefühle und Ideen vermittelt werden können.
Währenddessen wandten sich die piktorialistischen Fotografen verärgert von der Galerie und von Stieglitz ab. Sie waren irritiert, dass der Fürsprecher der Photo-Secession nichtfotografischen Kunstwerken eine solche Bedeutung beimaß. Die Fotografin Gertrude Käsebier, die anfangs stark unter Stieglitz Einfluss stand, trennte sich schließlich 1910 von den Photo-Secessionisten und gründete mit Clarence H. White den Pictorial Photographers of America als rivalisierende Vereinigung. Nach 1912 fanden insgesamt nur noch zwei Fotoausstellungen statt: 1913 mit Stieglitz’ eigenen Arbeiten und eine weitere mit Paul Strand 1916.
Die Ausstellungssaison 1909/1910 eröffnete mit Monotypien des realistischen amerikanischen Malers Eugene Higgins, Lithografien von Henri de Toulouse-Lautrec und Farbfotografien im Autochromverfahren von Edward Steichen. Es folgte die zweite Matisse-Ausstellung, in der Zeichnungen und Schwarzweißfotografien von Gemälden des Künstlers – darunter das Schlüsselwerk Le bonheur de vivre von 1905/06 – gezeigt wurden, die Steichen im Herbst 1909 in Paris aufgenommen hatte.
Im Anschluss an Matisse arrangierten Stieglitz und Steichen mit Younger American Painters eine umfangreiche Gemeinschaftsausstellung der amerikanischen Modernisten Arthur Beecher Carles, Arthur Dove, Laurence Fellows, Daniel Putnam Brinley, Marsden Hartley, John Marin, Alfred Maurer, Edward Steichen und Max Weber. Die Ausstellung sollte zeigen, dass diese Künstler nicht einfach nur „Gefolgsleute“ von Matisse waren, sondern ihre ganz eigene, individuelle Kunst schufen. Stieglitz erwies sich dabei als ebenso polarisierender wie strategischer Ausstellungsmacher: Der rein amerikanischen Ausstellung folgten nacheinander Schauen der befreundeten Maler Henri Rousseau und Max Weber – diesmal ein Franzose und ein Amerikaner polnischer Abstammung.
Obwohl der Blickpunkt der Ausstellungen deutlich auf amerikanische Künstler gerichtet war, sollte keinesfalls eine Befürwortung amerikanischer Kunst erreicht werden. Die beiden folgenden Ausstellungen im Jahr 1911 konzentrierten sich mit einer umfangreichen Retrospektive von Cézannes Aquarellen und Lithographien sowie einer umfassenden Werkschau von Pablo Picasso auf zwei europäische Wegbereiter der Moderne. Cézannes Arbeiten kündigten den Schritt vom Post-Impressionismus zum Kubismus an, den Picasso schließlich vollzog.

### Cézanne, Picasso, Matisse und die Neudefinition von Ästhetik 1911–1913

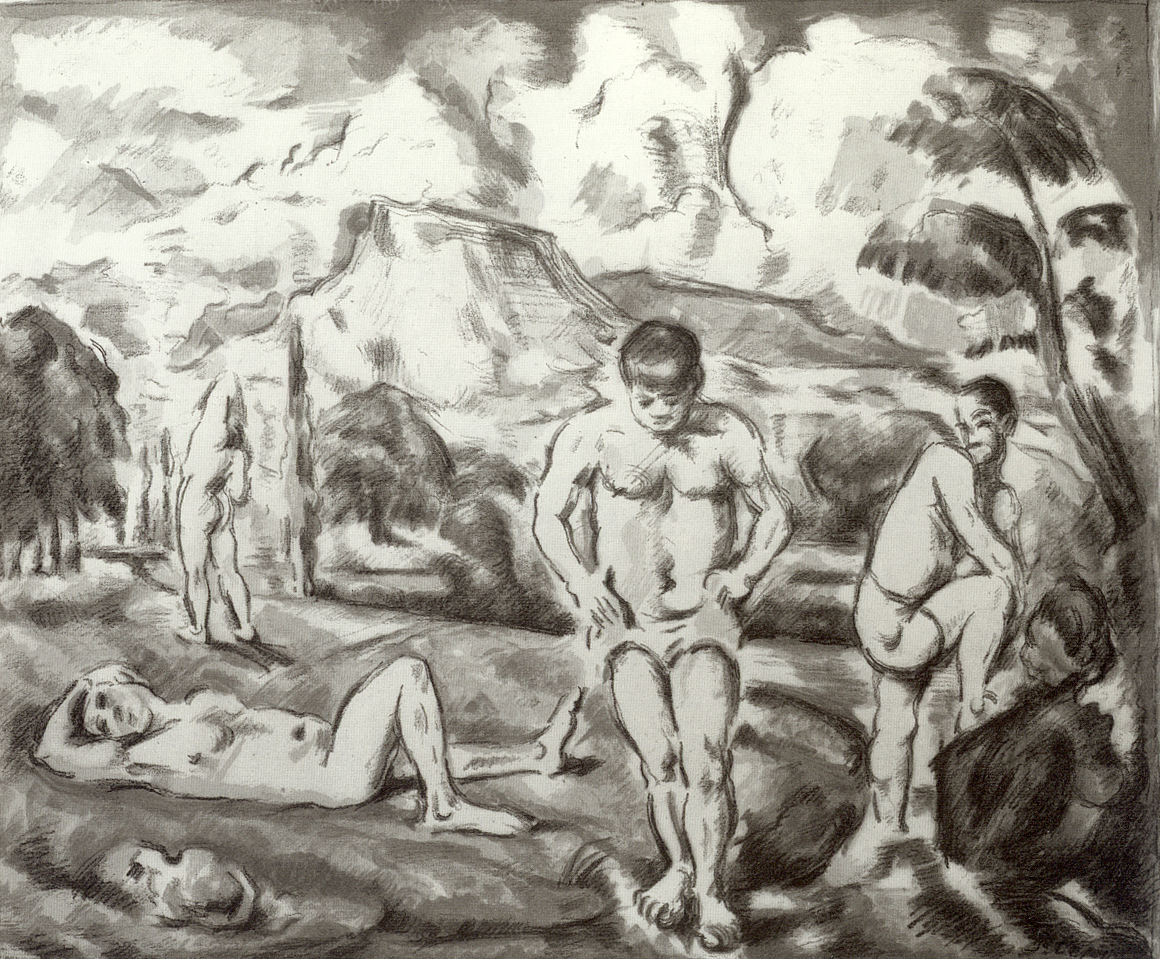
Paul Cézanne: Die Badenden, undatierte Lithografie (1910/1911 in der Galerie gezeigt)

Zu Beginn der Ausstellungssaison 1910/11 führte Stieglitz das amerikanische Publikum an die Kunst Cézannes heran. Der Galerist präsentierte zunächst die drei Lithografien Porträt von Cézanne (1896–1897), Kleine Badende (1896–1897) und Die Badenden (undatiert) sowie etwa ein Dutzend Schwarzweißfotografien, die Gemälde von Cézanne zeigten. Die Fotografien stammten aus dem Besitz Max Webers, der sich gerade mit Cézannes Werk auseinandersetzte und seine eigenen Malereien und Zeichnungen begleitend in der 291 vorstellte. Unter dem Titel An Exhibition of Water-Colors by Paul Cézanne folgte nur drei Monate danach, vom 1. bis zum 25. März 1911, die erste Einzelausstellung Cézannes in den Vereinigten Staaten. Stieglitz’ persönliches Interesse an dem französischen Maler war erst durch Roger Frys vielbeachtete Ausstellung Manet and the Post-Impressionists in London geweckt worden. Erst im Januar des Jahres hatte ihm Steichen aus Paris mitgeteilt, dass Cézannes Aquarelle als Leihgabe der Galerie Bernheim-Jeune zur Verfügung stünden. Stieglitz antwortete: „Sende sie mir. Natürlich bin ich neugierig, wie die Aquarelle, über die ich 1907 noch gelacht habe, jetzt hier in der 291 ausgepackt auf mich wirken werden.“ Steichen schickte eine Kiste mit 28 Aquarellen, die er mit dem Pariser Kunstkritiker Félix Fénéon ausgewählt hatte, nach New York. Trotz des moderaten Preises von 200 Dollar pro Werk, verkaufte sich lediglich ein einziges Aquarell: Arthur B. Davies erwarb die Quelle im Park Château Noir (1895–1898). Im Oktober 1911 erschien ein kurzer Essay über Aquarellmalerei in Camera Work No. 36. Der unsignierte Text stammte von Stieglitz, der darin ein deutlich formalistisches Plädoyer für die Ästhetik der Werke hielt: „Der erste Blick auf diese paar Spuren Farbe, die Cézannes Aquarelle ausmachen … als Betrachter ist man geneigt auszurufen: ‚Ist das alles?‘ Aber wenn man es zulässt, erliegt man der Faszination dieser Kunst. Weißes Papier erscheint nicht länger als Leerraum, es wird zu strahlendem Sonnenlicht. Das Fingerspitzengefühl des Künstlers ist so sicher, jeder Strich so gekonnt, jeder Wert so wahr …“

Paul Cézanne, Ausstellung 1911
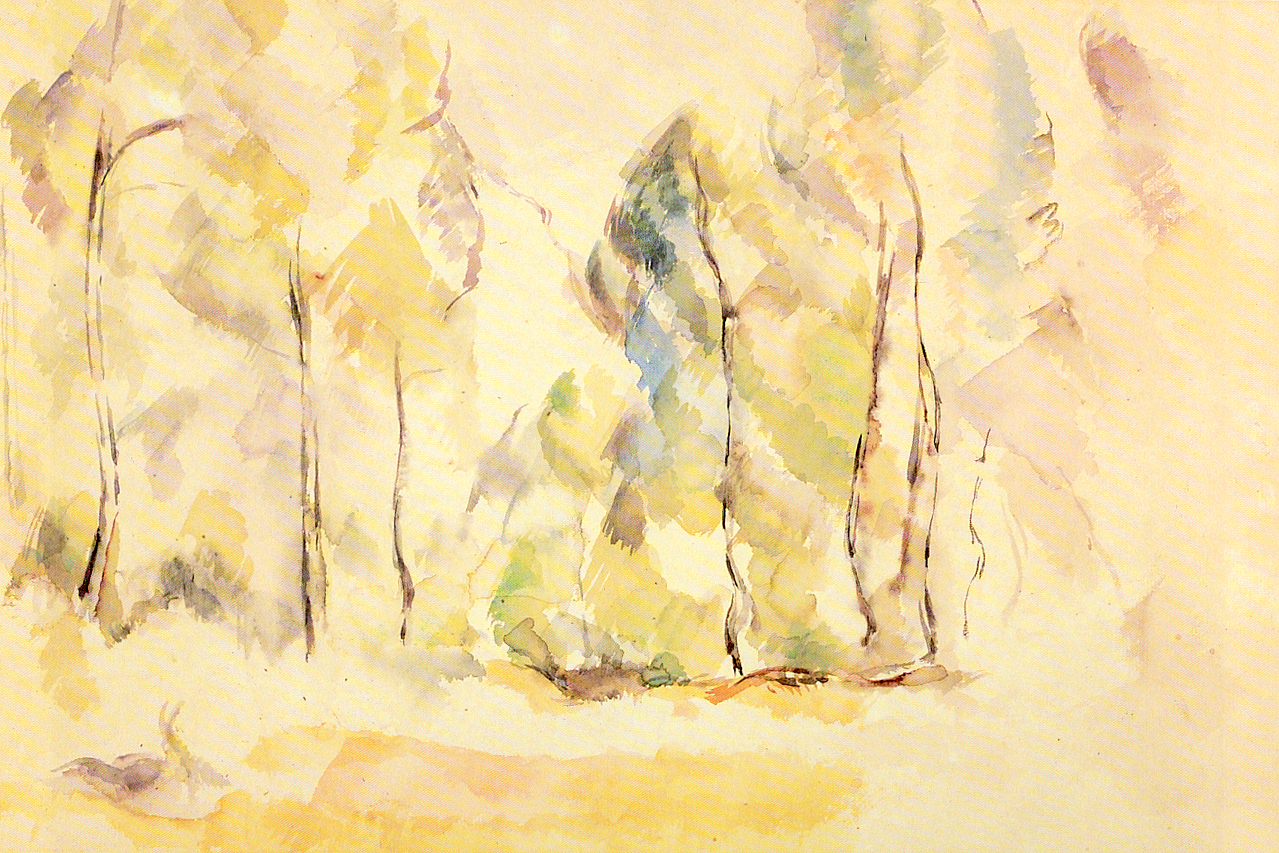
Landschaft mit Bäumen um 1880–1885
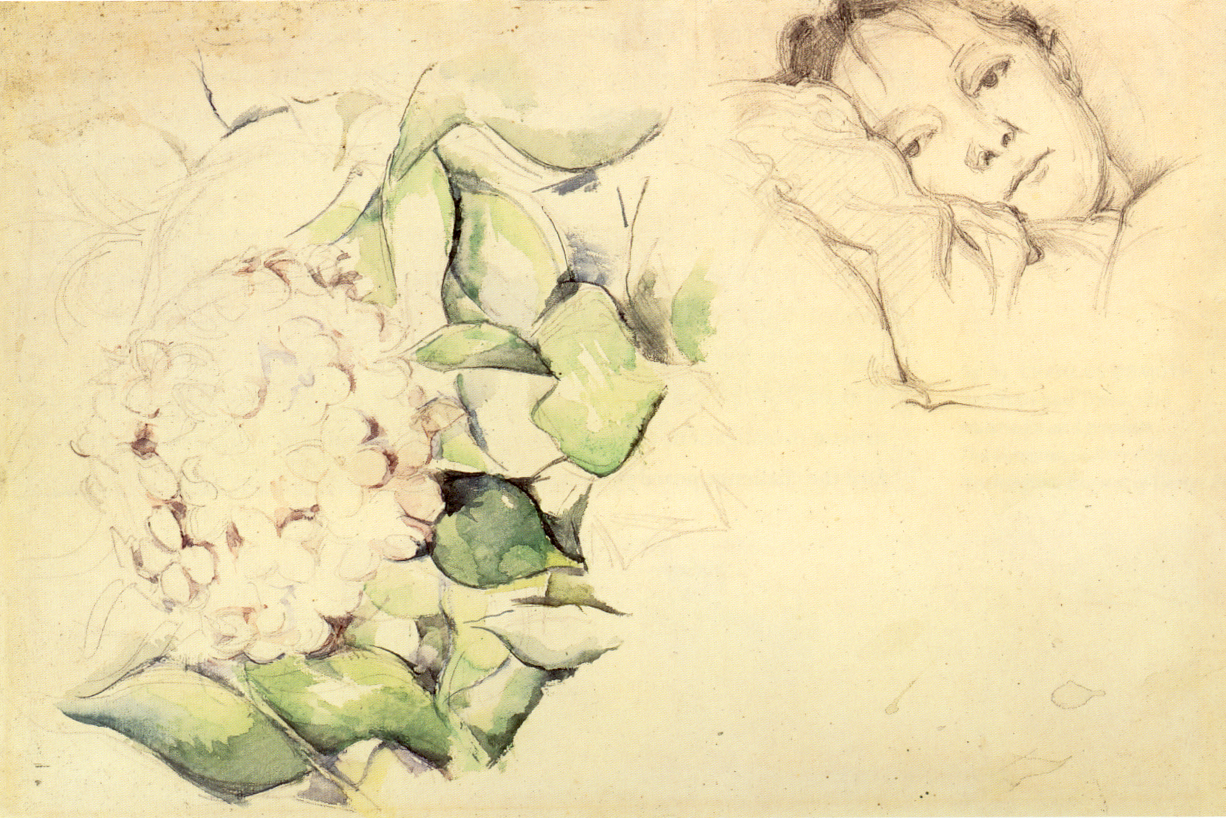
Madame Cézanne mit Hortensien um 1882–1886
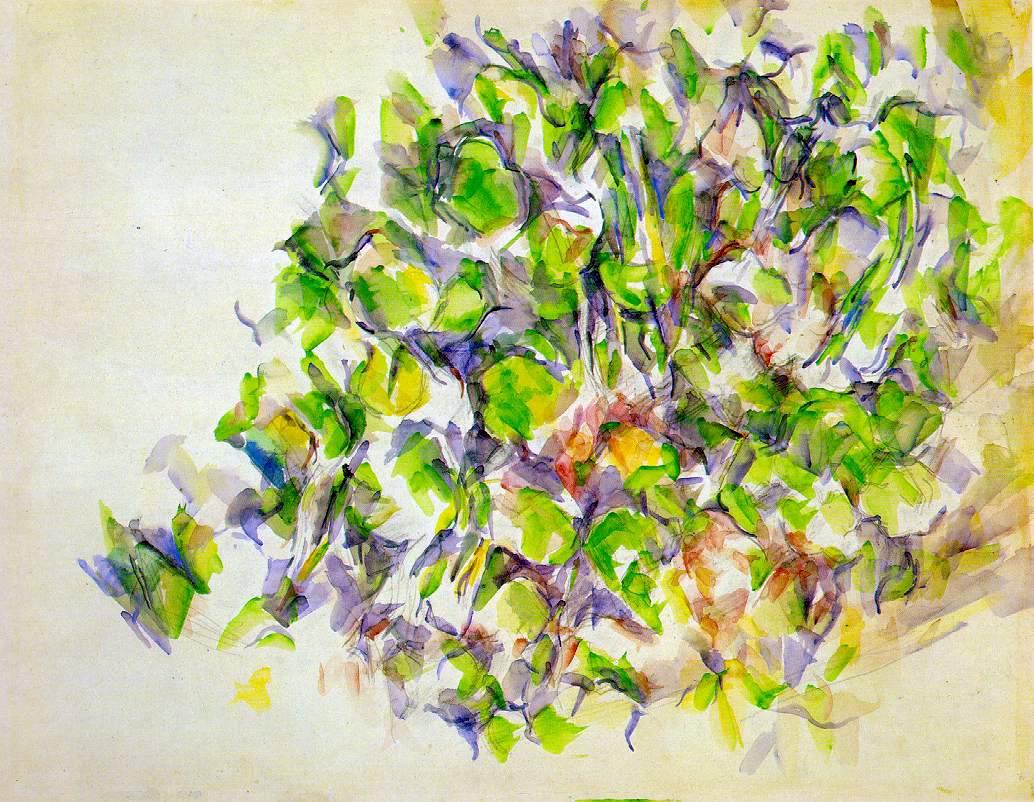
Laub 1895–1900
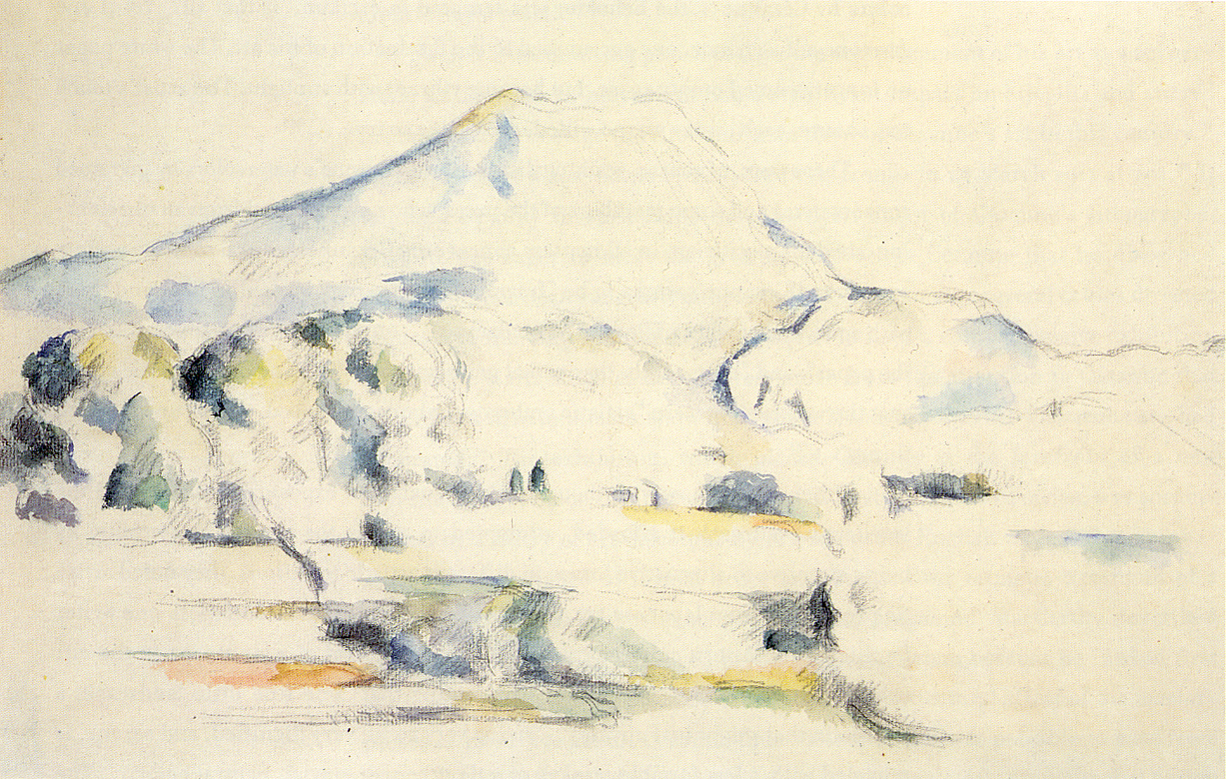
Mont Sainte-Victoire um 1890
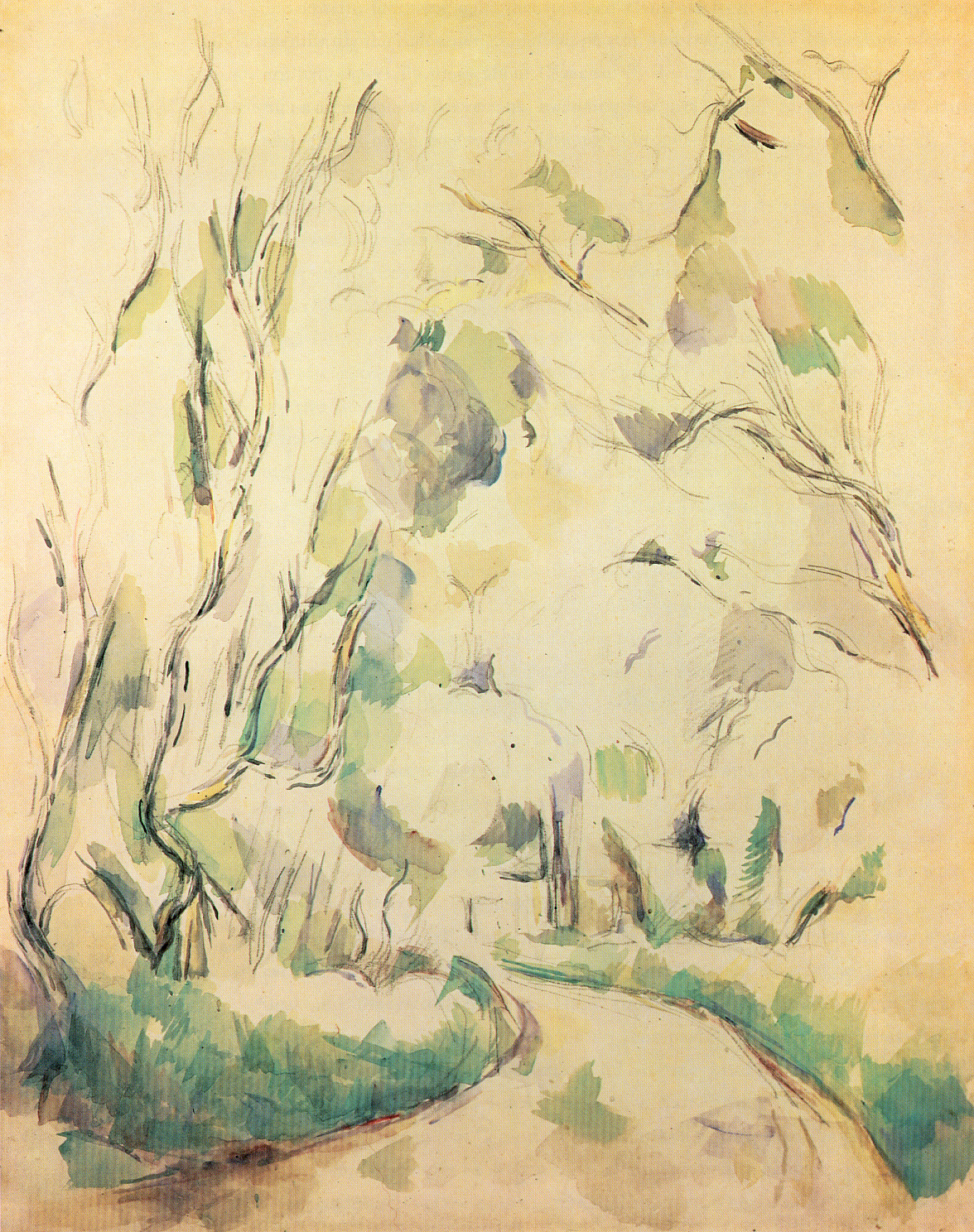
Verschlungener Weg im Park von Château Noir um 1900

Gleich im Anschluss, am 28. März 1911, präsentierte die Galerie Pablo Picasso. Die Werkschau war die erste Ausstellung des Spaniers, die in den Vereinigten Staaten gezeigt wurde. Picasso selbst hatte die Arbeiten gemeinsam mit dem Fotografen Paul Burty Haviland, dem mexikanischen Künstler Marius de Zayas und Edward Steichen in Paris zusammengestellt. Steichen verschiffte insgesamt 83 Exponate nach New York. Durch die Enge der Galerie eingeschränkt, hängte Stieglitz lediglich 49 unter Glas gerahmte Aquarelle und Zeichnungen; einige Arbeiten waren thematisch gruppiert, 34 weitere Zeichnungen wurden auf Anfrage gezeigt. Die Aquarelle, Kohle- und Tuschezeichnungen und -skizzen dokumentierten fast vollständig Picassos Entwicklung zum Kubismus, lediglich einige aktuelle Arbeiten sollen gefehlt haben. Da von der Ausstellung keinerlei Fotografien existieren, kann nicht genau gesagt werden, welche Werke von Picasso damals gezeigt wurden. Lediglich zwei Zeichnungen konnten definitiv zugeordnet werden: Studie einer nackten Frau von 1906 und Stehender weiblicher Akt von 1910. „Zeitgenössische Rezensionen in dreizehn Zeitungen deuten auf eine Vielzahl von Möglichkeiten hin“, so äußerte sich Charles Brock, assistierender Kurator der Retrospektive Modern art and America: Alfred Stieglitz and his New York galleries, die im Frühjahr 2001 in der National Gallery of Art in Washington D.C. gezeigt wurde. Brock bezeichnete dies als „eines der großen Mysterien in der Frühgeschichte des Modernismus in Amerika […] der Mangel an Fotografien erschwert das Verständnis der Picasso-Installation von 1911.“
Die Ausstellung wurde vom New Yorker Publikum mit Fassungslosigkeit und Entrüstung aufgenommen und festigte die etablierte Meinung, dass die Avantgarde absurd sein musste. Der Maler und Kunstkritiker Arthur Hoeber (1854–1915) rezensierte die Picasso-Ausstellung im New York Globe seinerzeit folgendermaßen: „Diese Zurschaustellung ist die außergewöhnlichste Kombination aus Extravaganz und Absurdität, die man New York bislang angetan hat, und Gott weiß, davon gab es in der Vergangenheit schon viele. Jede vernünftige Kritik steht gänzlich außer Frage, jede ernsthafte Analyse wäre vergebens. Die Resultate deuten auf die schlimmste Abteilung einer Irrenanstalt hin, die verrücktesten Absonderungen eines gestörten Geistes, das Kauderwelsch eines Wahnsinnigen!“
Pablo Picasso, 1911

(externe Weblinks !)
- Mühle in Horta, 1909*
- Stehender weiblicher Akt, 1910

*) vermutlich in der Galerie gezeigt
Stieglitz’ Bewunderung für Picasso wuchs indes mit der Ausstellung. Trotz der Negativkritiken fühlte er sich „ungeheuer befriedigt“ ob des breitgefächerten Interesses. Er schrieb an de Zayas: „Die Ausstellung war ein großer Erfolg. Wir haben wieder einen Treffer in einem psychologischen Moment gelandet. In gewisser Hinsicht war das eine der wichtigsten Ausstellungen, die wir bisher hatten … die Zukunft schaut leuchtender aus.“ Neben Steichen erwies sich Marius de Zayas als Gesandter in Paris, der die Beziehung zu Picasso festigte, als personeller Zugewinn für Stieglitz. Im Sommer 1911 reiste Stieglitz schließlich selbst nach Paris, wo ihn de Zayas mit Picasso bekannt machte. 1912 erwarb Stieglitz Picassos Bronze Kopf der Fernande Olivier von dem Kunsthändler Ambroise Vollard. Außerdem verlegte er Gertrude Steins prosaisches Porträt über Picasso sowie Kandinskys Über das Geistige in der Kunst, ebenfalls in Bezugnahme auf Picasso, in einer Sonderausgabe von Camera Work im August 1912.
Die Saison 1911/12 eröffnete mit Aquarellen des amerikanischen Illustrators und Kinderbuchautoren Gelett Burgess, gefolgt von dem Franzosen Adolphe de Meyer, einem Pionier der Modefotografie, und dem Maler Arthur Beecher Carles, der bereits 1910 an der Gemeinschaftsausstellung Younger American Painters teilgenommen hatte. Es folgten Malereien und Zeichnungen von Marsden Hartley sowie die erste Einzelausstellung von Arthur Garfield Dove. Unter dem Titel Ten Commandments (Die zehn Gebote) zeigte Stieglitz eine Serie von Pastellmalereien von Dove, die als erste nicht gegenständliche Werke eines amerikanischen Künstlers gelten. Diese Schau festigte Doves Reputation als innovativster und produktivster amerikanischer Maler seiner Zeit.
Henri Matisse: Skulpturen-Ausstellung, 1912

(externe Weblinks !)
- Le Serf (Der Leibeigene), 1900–1903
- La Serpentine, 1909
- Kopf der Jeannette II, 1910

Mitte März 1912 zeigte Stieglitz die weltweit erste Skulpturen-Ausstellung von Henri Matisse, darunter die Bronze La Serpentine (1909), die zu den innovativsten skulpturalen Arbeiten dieser Zeit zählt. Die Schau war die schwierigste und anspruchsvollste der insgesamt drei Matisse-Ausstellungen in der 291. Als Zeichner wurde Matisse von den New Yorker Kritikern zwar mittlerweile wahrgenommen, nicht jedoch als Bildhauer. Bei den Rezensenten herrschten Ideale vor, die sich vielmehr an griechisch-römischen Statuen orientierten. Sie betrachteten jegliche anti-klassizistische oder primitive Machart als persönlichen Angriff auf das eigene Ästhetikempfinden. Ein besonders unbeherrschter Kommentar kam wieder von Arthur Hoeber im New York Evening Globe, der Matisse’ Arbeiten als „dekadent“, „ungesund“, „unreal“ deklassierte und sie mit „einem furchtbaren Alptraum“ verglich. James Huneker schrieb in der Sun: „Nach Rodin – was? Bestimmt nicht Henri Matisse. Wir können Matisse’ Kraft und Individualität sehen … als Zeichner, aber als Bildhauer erzeugt er Gänsehaut.“
Die schrittweise Verfremdung des menschlichen Körpers durch die europäischen Künstler, ausgehend von Rodin über Picasso hin zu Matisse’ Plastiken, lösten bei den Betrachtern ob der Infragestellung und Neudefinition von Ästhetik teilweise heftige Reaktionen und Debatten über das Kunstverständnis aus. Stieglitz’ Intention war jedoch weniger der Schockeffekt, als vielmehr die Hinführung des amerikanischen Publikums an neue Sichtweisen. Überdies diente ihm dieser forcierte Richtungswandel dazu, sein bevorzugtes Medium, die Fotografie, von ihrem als überaltert empfundenen Symbolismus zu befreien und Möglichkeiten einer neuen Bildsprache aufzuzeigen, die sich bald am Realismus orientieren sollte. Insofern nahm Stieglitz das Konzept der kommenden Armory Show von 1913 vorweg.

### „Ein diabolischer Test“ – Reaktion auf dieArmory Show1913

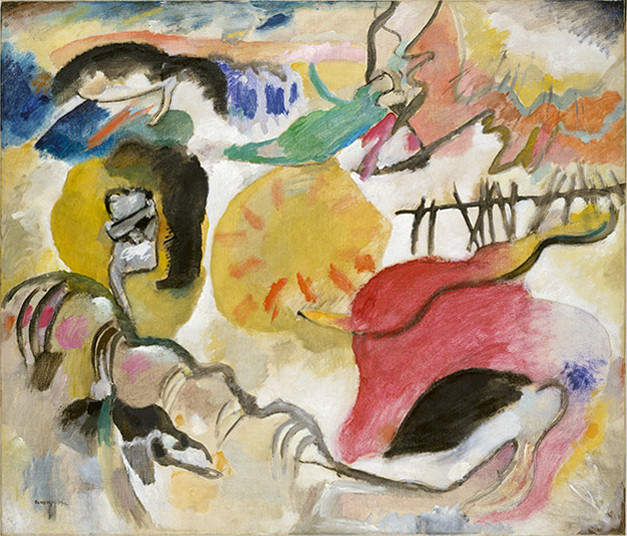
Wassily Kandinsky: The Garden of Love (Improvisation Number 27), 1912

Bildvergleich: Studien von New York City

(externe Weblinks !)
- Alfred Stieglitz: Old and New New York, 1910
- John Marin: Woolworth Building, No. 31, 1912
- Francis Picabia: New York, 1913

(1913 in der Galerie gezeigt)
An der epochalen Armory Show war Stieglitz zwar nicht direkt beteiligt, er fungierte allerdings gemeinsam mit Isabella Stewart „Mrs Jack“ Gardner, Mabel Dodge Luhan, Claude Monet und Odilon Redon als Sponsor, war „Ehren-Vizepräsident“ der Schau und steuerte einige Exponate aus seiner eigenen Sammlung bei. Während der Schau erwarb er zahlreiche Ausstellungsstücke, darunter The Garden of Love (Improvisation Number 27) von Wassily Kandinsky.
Auf die eigentliche Schau, die vom 17. Februar bis zum 15. März 1913 stattfand, reagierte Stieglitz mit einer Serie streng konzipierter Ausstellungen: Zuerst zeigte er in einer Einzelausstellung Aquarellarbeiten von John Marin. Anschließend stellte Stieglitz eigene fotografischen Arbeiten vor, gefolgt von den Werken des französischen Modernisten Francis Picabia. Jede dieser Ausstellungen enthielt Bildvergleiche und Studien von New York City, die dem Betrachter deutlich machen sollten, wie sich die Sichtweise der europäischen Künstler von den amerikanischen Zeitgenossen unterschied.

#### John Marin
Die John-Marin-Ausstellung lief vom 20. Januar bis zum 15. Februar 1913 und endete somit zwei Tage vor Beginn der Armory Show. Die Ausstellung zeigte unter anderem 14 Aquarelle mit Ansichten von New York City. Im Ausstellungskatalog vermerkte Marin hierzu, dass die New-York-Bilder dieser Ausstellung einer Erklärung bedürften. Er schrieb: „Sollen wir das Leben in einer großen Stadt nur auf Menschen und Tiere auf den Straßen und in den Häusern begrenzt betrachten? Sind die Gebäude selbst denn tot? Ich sehe großartige Kräfte am Werk; große Bewegungen … schiebend, ziehend, Seitenwege, abwärts, aufwärts, ich kann den Klang ihres Wettstreits förmlich hören und da wird eine große Musik gespielt. Und so versuche ich, mit grafischen Mitteln auszudrücken, was die Stadt macht.“

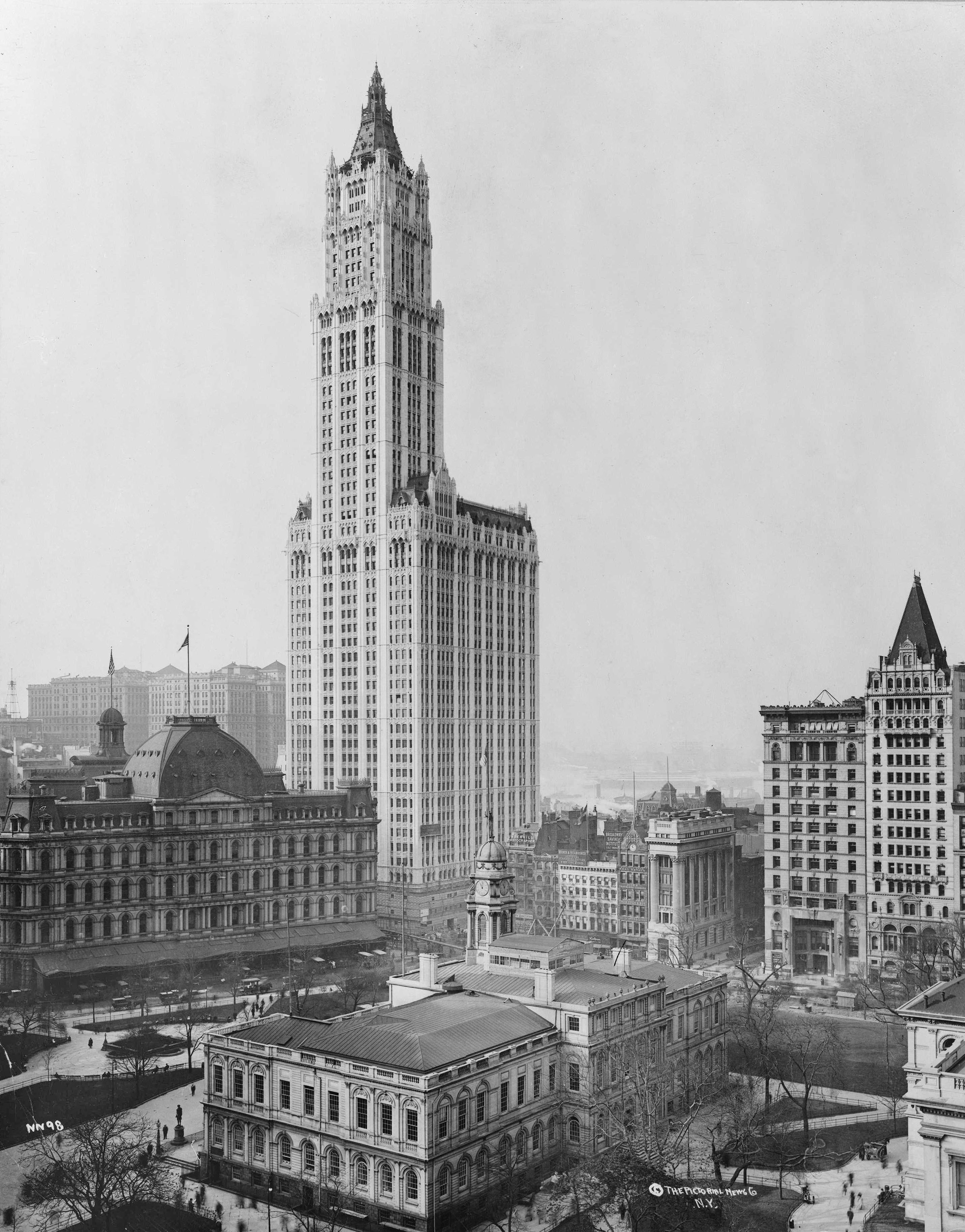
Das Woolworth Building um 1913 (unbekannter Fotograf)

Marins abstrakte Gebäudeansichten, vornehmlich die des Woolworth Buildings, fanden bei den Kritikern großes Interesse. Einer von ihnen verglich die Aquarelle mit der Kathedralen-Serie von Monet. Ein weiterer bemerkte die spielerische Auflösung solider Gebäude im Tumult der Großstadt mittels schriller Farben und herrlicher Lichter. „Als würden die großen Gebäude im Tanz davon swingen.“ W. B. McCormick von der New York Press verglich eine Ansicht der Fifth Avenue mit „einer Austernschale, die sich über einem Kriegsschiff öffnet.“ Paul Haviland lobte die Ausstellung in Camera Work als „eines der frühreifsten Werke eines amerikanischen Modernisten und als eine radikale Abkehr von sämtlichen früheren Interpretationen von New York.“
Bereits im Vorfeld hatte Stieglitz in einem Interview des New York American angekündigt, „er beabsichtige einen amerikanischen Künstler zu platzieren, und, noch viel ehrgeiziger, New York selbst, an die Spitze der internationalen Avantgarde-Bewegung.“ Stieglitz Botschaft kam an: Reproduktionen von Marins Woolworth Building erschienen in sämtlichen New Yorker Zeitungen, drei davon lenkten den Blick mit großen Artikeln gleichzeitig auf den kontroversen Franzosen Francis Picabia, der gerade in Amerika angekommen war.

#### Alfred Stieglitz
Eine Woche nach Premiere der Armory Show, eröffnete Stieglitz eine Ausstellung mit eigenen Fotografien. Er zeigte insgesamt 30 Arbeiten von 1892 bis 1912, darunter Sujets aus Paris, Pferderennen, Bauernhöfe in Tirol, Ozeandampfer, Flugzeuge, Badende und Swimmingpools. Sein vorherrschendes Thema war jedoch die Stadt New York, der er 13 Fotografien widmete. Mit der Fotografie zeigte Stieglitz ein Medium, das von der Armory Show ausgeschlossen war. Er nannte es einen „diabolischen Test“, in dem er die Stärke der Fotografie auf die Probe stellen wollte, wobei, wie Paul Haviland in Camera Work betonte, „nicht so sehr Stieglitz’ Werk im Vordergrund stehen soll, sondern die Rolle der Fotografie in der Entwicklung der modernen Kunst. Und welches Werk könnte das besser ausdrücken, wenn nicht das von Stieglitz? Seine Drucke zeigen die reinste Form der reinen Fotografie, das Beste aus der Bilanz eines der ehrenwertesten Fotografen …“ In den Rezensionen zur Ausstellung wurden Stieglitz’ Gedanken zur Fotografie weitgehend kritiklos aufgenommen.

#### Francis Picabia
Unmittelbar nach der Armory Show zeigte Stieglitz die Ausstellung An Exhibition of Studies Made in New York mit abstrakten Arbeiten von Francis Picabia. Begleitet von einem Katalog, der eine kurze Erklärung des Künstlers enthielt, wurden 16 Werke gezeigt: zwei nicht identifizierte Sujets, zwei Porträts der polnischen Tänzerin Stacia Napierkowska, die Picabia während seiner Reise nach Amerika kennengelernt hatte, zwei bildnerische Umsetzungen afroamerikanischer Songs, die er in New York gehört hatte, sowie zehn Bilder, die seine Erlebnisse in der Stadt darstellten.
Picabia hatte die Bilder während Stieglitz’ Fotoausstellung gemalt. Er bemerkte, dass ihm die Fotografien halfen, die wahre Natur der Kunst zu realisieren: „Die Kamera kann keine gedanklichen Sachverhalte wiedergeben. Reine Kunst kann keine materiellen Fakten schaffen. Sie kann nur immaterielle oder emotionale Sachverhalte liefern. Deshalb sind Kunst und Fotografie Gegensätze.“
Die Idee, Kunst im Entstehungsprozess zu präsentieren, war neuartig. In einem Interview mit Henry Tyrell, dem Kunstkritiker vom New York World, erklärte Picabia: „Malte ich das Flatiron Building oder das Woolworth Building, als ich meine Impressionen der großartigen Wolkenkratzer eurer großen Stadt malte? Nein. Ich gab euch den Rausch der Aufwärtsbewegung, das Gefühl derer, die versuchten, den Turm zu Babel zu bauen – der Traum der Menschen, den Himmel zu erreichen, um Grenzenlosigkeit zu erlangen.“ Kurz vor der Ausstellung in der 291 wurden drei Aquarelle von Picabia in der New York Tribune abgedruckt, flankiert von zwei spöttischen Cartoons, die Kinder mit Bauklötzen spielend zeigten.

### Brâncuși und afrikanische Kunst – experimentelle Ausstellungen 1914–1915
Stieglitz fühlte sich durch die Armory Show in seiner Mission, den europäischen Modernismus nach Amerika zu bringen, in den Hintergrund gedrängt. Während er bislang versucht hatte, mit Sorgfalt und Diskrimination für neue Kunst zu werben, verwandelte die Armory Show moderne Kunst „in einen Zirkus“, wie er fand. Plötzlich schien die 291 ihr Qualitätsmerkmal zu verlieren – die Verkäufe stagnierten, die Kritiken wurden lustloser. Die beachtliche Resonanz der Armory Show trieb zudem auch andere New Yorker Galeristen an, ihrerseits Ausstellungen mit moderner europäischer Kunst zu organisieren. Unwillig, „mit der Masse zu schwimmen“, wechselte Stieglitz erneut die Richtung und begann, experimentellere Werkschauen zu konzipieren.

#### Constantin Brâncuși 1914
Für den Bildhauer Constantin Brâncuși bedeutete die Ausstellung in der 291 einen Wendepunkt in seiner Karriere. Selbst in seiner Wahlheimat Paris galt der Rumäne, der kurzzeitig für Rodin gearbeitet hatte, als ein Geheimtipp unter Kritikern. Edward Steichen war 1907 im Pariser Salon des Indépendants auf Brâncuși aufmerksam geworden. Wann er Stieglitz vorschlug, eine Ausstellung mit dem Bildhauer zu organisieren, ist unbekannt, ebenso gilt es als unwahrscheinlich, dass sich Brâncuși und Stieglitz persönlich begegnet sind. Vielmehr entstand der Kontakt über den Künstler Walter Pach, dem Mitorganisator der Armory Show, der mit Brâncuși befreundet war.
Die Ausstellung von März bis April 1914 zeigte einen Querschnitt durch Brâncușis Werk der vergangenen drei Jahre. Es wurden jeweils vier Variationen weiblicher Figuren gezeigt: Die Schlafende Muse und Muse waren ursprünglich von einem Porträt der Baroness Renée Frachon angeregt; die Danaïde und Mademoiselle Pogány waren von der jungen ungarischen Kunststudentin Margit Pogány inspiriert. Die Figuren zeigten das weibliche Gesicht als stark schematisierte (Ei-)Formen, die, ohne Anspruch auf eine realistische Darstellung, unterschiedliche Charaktere suggerieren sollten. Die Figuren waren aus weißem Marmor gefertigt, von Mademoiselle Pogány und der Muse hatte Brâncuși zusätzliche Bronzen gegossen. Mit den unterschiedlichen Ausführungen wollte er demonstrieren, dass die Form der Skulptur durch das unterschiedliche Material völlig neu definiert werden kann. Des Weiteren lieferte Brâncuși die Bronze Maiastra, eine der über dreißig Vogelfiguren, die er während seiner Laufbahn fertigte, und Progigal Son (Der verlorene Sohn), seine erste Skulptur aus Holz, die als ein Fingerzeig auf afrikanische Artefakte galt. Von Progigal Son existieren lediglich Fotografien, denn Brâncuși zerstörte die Figur in Paris nach deren Rückkehr.
Constantin Brâncuși, 1914

(externe Weblinks !)
- Schlafende Muse, 1909–10
- Maiastra, um 1911
- Mademoiselle Pogány, 1912
- (La Muse), 1912
- Danaïde, 1913 (Abbildung: ein Guss von 1918)

Die Kritiker äußerten sich weitgehend positiv. Im Juni 1914 druckte Camera Work sechs Zeitungsberichte ab. Eine Rezension stammte von Henry McBride, einem jungen Kunstkritiker der Sun, der bemerkte: „Brancusis Kunst scheint sich zu erweitern, zu entfalten und eine überraschende Klarheit anzunehmen.“ Brâncuşi in Europa hingegen war äußerst besorgt über die Ausstellung, wie erhaltene Korrespondenzen zwischen ihm, Steichen und Stieglitz belegen. So gab es anfangs Probleme mit dem Zoll, der die Objekte nicht deklarieren konnte, weshalb sich die Ausstellungseröffnung um einen Monat, von Februar auf März, verzögerte. Stieglitz löste das Zollproblem mittels einer Geldzahlung. Des Weiteren gab es Differenzen zwischen Stieglitz und Brâncuși, da Brâncuși ein Arrangement mit Walter Pach getroffen hatte, dass der Gewinn direkt an ihn geschickt werden sollte, so dass Stieglitz keine Kommission für die Werke nehmen konnte.
Dennoch war die Ausstellung ein wirtschaftlicher Erfolg: Brâncuși hatte die Preise festgelegt, die Stieglitz ohne Gegenfrage akzeptierte. Ein Objekt wurde bereits vor der Eröffnung verkauft: Die marmorne Schlafende Muse ging an Arthur B. Davies, der außerdem die Muse erwarb; die Bronzen Danaïde und Maiastra wurden an das Kunstsammler-Ehepaar Agnes und Eugene Meyer, prominenten Förderern der 291, verkauft, die darüber hinaus den Versand und die Versicherung der gesamten Brâncuși-Ausstellung übernahmen und zu lebenslangen Freunden des Künstlers wurden. Der vermögende Anwalt John Quinn, der sich bereits während der Armory Show als generöser Kunstpatron gezeigt hatte, erwarb mit der Mademoiselle Pogány zu 6000 Francs das teuerste Objekt der Ausstellung und wurde ein weiterer Mäzen des Bildhauers. Stieglitz selbst kaufte die dritte Bronze der Schlafenden Muse. Lediglich die marmorne Danaïde und Prodigal Son wurden nicht verkauft. Die Ausstellung in der 291 blieb die einzige Zusammenarbeit Brâncușis mit Stieglitz.

#### Afrikanische Kunst 1914/1915

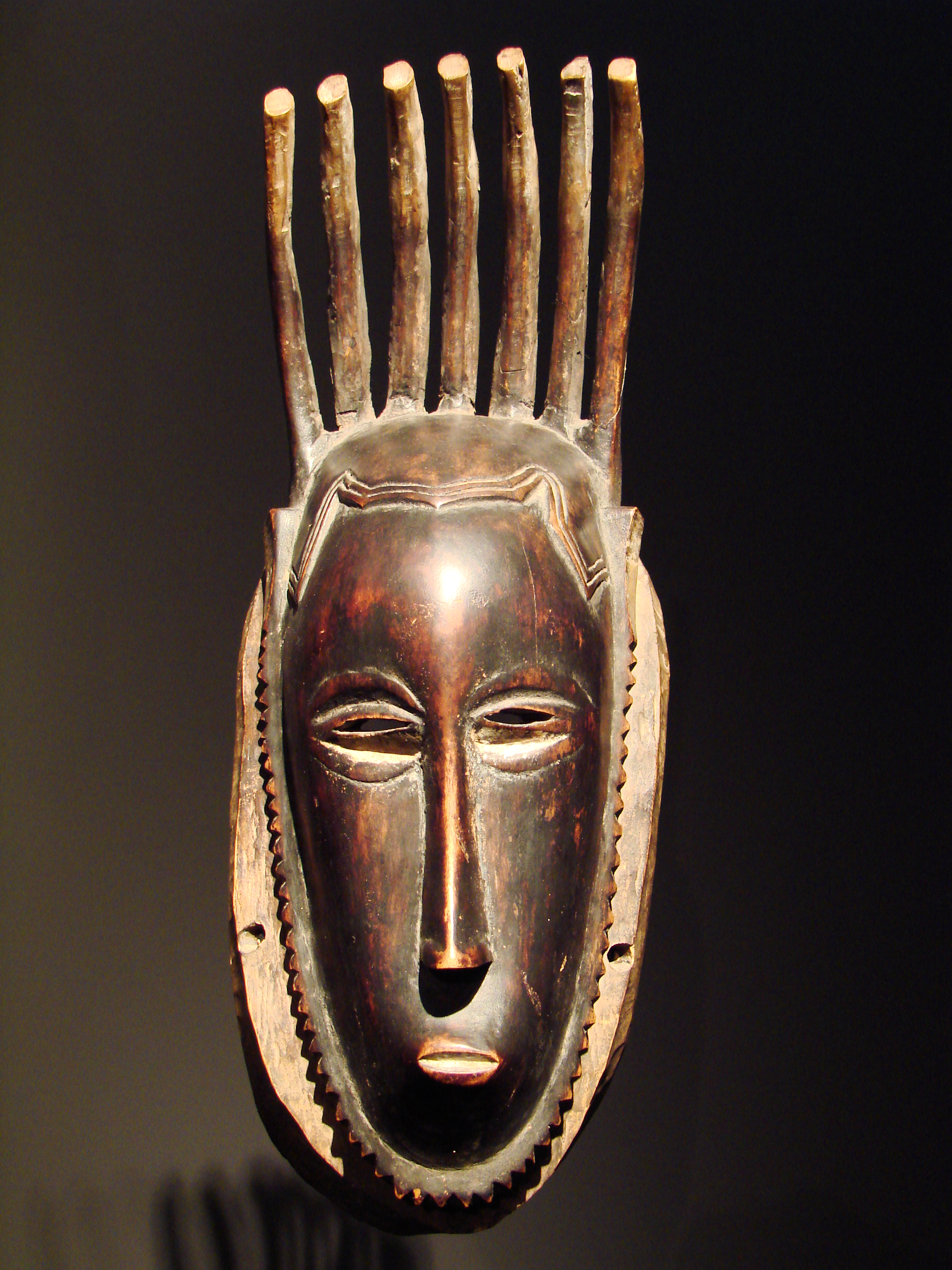
Maske der Guro, Elfenbeinküste, 19. Jahrhundert. (Ähnliche Exponate wurden in der Galerie gezeigt)

Im Juni 1914 kündigte Stieglitz in Camera Work für die kommende Saison im Herbst bis dato Ungewöhnliches an: Statuary in Wood by African Savages – The Root of Modern Art (Bildhauerkunst in Holz von afrikanischen Wilden – Die Wurzel der modernen Kunst), so der Titel, sollte einen radikalen Bruch zum bisherigen Wechselspiel zwischen europäischer und amerikanischer Kunst bringen. Stieglitz spielte dabei auf den Primitivismus an, ein Trend der zeitgenössischen europäischen Künstler, Anleihen bei der afrikanischen Volkskunst zu machen, was speziell in Frankreich zu dieser Zeit als art nègre populär war; Beispiele finden sich bei Maurice de Vlaminck, André Derain, Henri Matisse sowie in Picassos afrikanischer Periode. Auf den Einladungskarten beschrieb Stieglitz die Präsentation als „das erste Mal, in der Ausstellungsgeschichte, dass Negerplastiken unter dem Blickpunkt der Kunst gezeigt werden.“ Wobei der Formulierung „unter dem Blickpunkt der Kunst“ eine besondere Bedeutung zukam, da Artefakte aus Afrika bis zu diesem Zeitpunkt ausschließlich in einem ethnografischen und naturwissenschaftlichen Kontext behandelt wurden, nicht jedoch im Sinne von Volkskunst als eigenständige Kunstform.
Marius de Zayas, der mittlerweile als „Chef-Kurator“ der Galerie galt, zeichnete in Europa für die Auswahl der Ausstellungsstücke verantwortlich. Im 19. Jahrhundert hatten die europäischen Museen eine Unmenge an afrikanischen Artefakten aus ihren Kolonien importieren lassen, da die Vereinigten Staaten jedoch nicht über solche Bezugsquellen verfügten, musste sich de Zayas auf die Suche nach einem europäischen Händler machen. In Paul Guillaume fand er einen Ansprechpartner. Guillaume hatte im Februar 1914 eine Galerie in Paris eröffnet, in der er zeitgenössische Kunst und afrikanische Skulpturen anbot. De Zayas schrieb an Stieglitz: „Ich glaube … ich kann eine Ausstellung mit bemerkenswerten Negerskulpturen arrangieren. Der Kunsthändler Guillaume hat eine sehr wichtige Sammlung und er wäre einverstanden, sie uns auszuleihen …“ Inspiriert vom Ausdruck und der Spiritualität konzentrierte sich Stieglitz vornehmlich auf Exponate aus West- und Zentralafrika.
Mit der Ausstellung suchte Stieglitz eine Debatte über die Beziehung zwischen Kunst und Natur, westlicher und afrikanischer Kunst und intellektueller und angeblich „naiver“ Kunst zu entfachen und so reagierten die Kritiker entsprechend unterschiedlich. Allen gemein war das Verständnis für Stieglitz’ lehrbuchhafte Darstellung des Einflusses der afrikanischen Kunst auf die europäische Avantgarde.
Elizabeth Luther Carey von der New York Times schrieb knapp: „Wie die Ausstellung deutlich zeigt, haben die Post-Impressionisten und die Wilden vom Kongo viel gemein.“ Geringschätzig hingegen war die Rezension der New York Evening Post: „Im Fall dieser Ausstellung ist es wohl nicht notwendig zu erklären, dass es sich um Wilde handelt. Wilde fürwahr! Der widerliche Geruch von Wildheit attackiert den Besucher umgehend, wenn er den kleinen Raum betritt. Diese rohen Schnitzereien gehören zu den schwarzen Vertiefungen des Dschungels. Manche Beispiele sind kaum menschlich und kraftvoller Ausdruck so grober Brutalität, dass die Muskeln zittern.“ Andere Kritiker siedelten die afrikanischen Arbeiten indessen auf einem höheren ästhetischen Niveau an, als die europäische Avantgarde, so schrieb die New York World: „Die französischen Apostel haben noch einen weiten Weg vor sich, bis sie in Rufweite ihrer afrikanischen Vorläufer kommen.“

#### Picasso und George Braque 1914/1915
In einer weiteren Ausstellung zum Jahreswechsel 1914/1915 kombinierte Stieglitz Werke von Picasso und Georges Braque mit Reliquien des Volkes der Kota aus Gabun und einem Wespennest. Die Masken der Kota hatten Picasso seinerzeit während der Arbeit an Les Demoiselles d’Avignon (1907) inspiriert.
Sowohl die von Picasso wie die von Braque gezeigten Arbeiten sind nicht mehr eindeutig zu identifizieren. Vermutlich handelte es sich um aktuelle Arbeiten, so zeigte Camera Work im November 1915 ein Papier collé von Braque auf der Titelseite und eine entsprechende Violinen-Zeichnung von Picasso auf der Rückseite. Beide Arbeiten wurden von dem Kunstsammler-Ehepaar Arensberg erworben. Ein weiteres Werk der Ausstellung, Braques Glass, Bottle and Guitar aus dem Jahr 1913, floss in die Sammlung von Katherine S. Dreier ein. Wie zuvor bei der Armory Show reagierten die Kritiker mit Schmähungen auf die kubistischen Künstler. Für Stieglitz war die Ausstellung ohne Profit, der Verkaufserlös ging an die Picabias, aus deren Sammlung die gezeigten Werke stammten.
Im mittleren Raum der Galerie zeigte Stieglitz außerdem archaische mexikanische Keramiken und Schnitzereien aus Paul Havilands Sammlung.

### Die Zeitschrift2911915

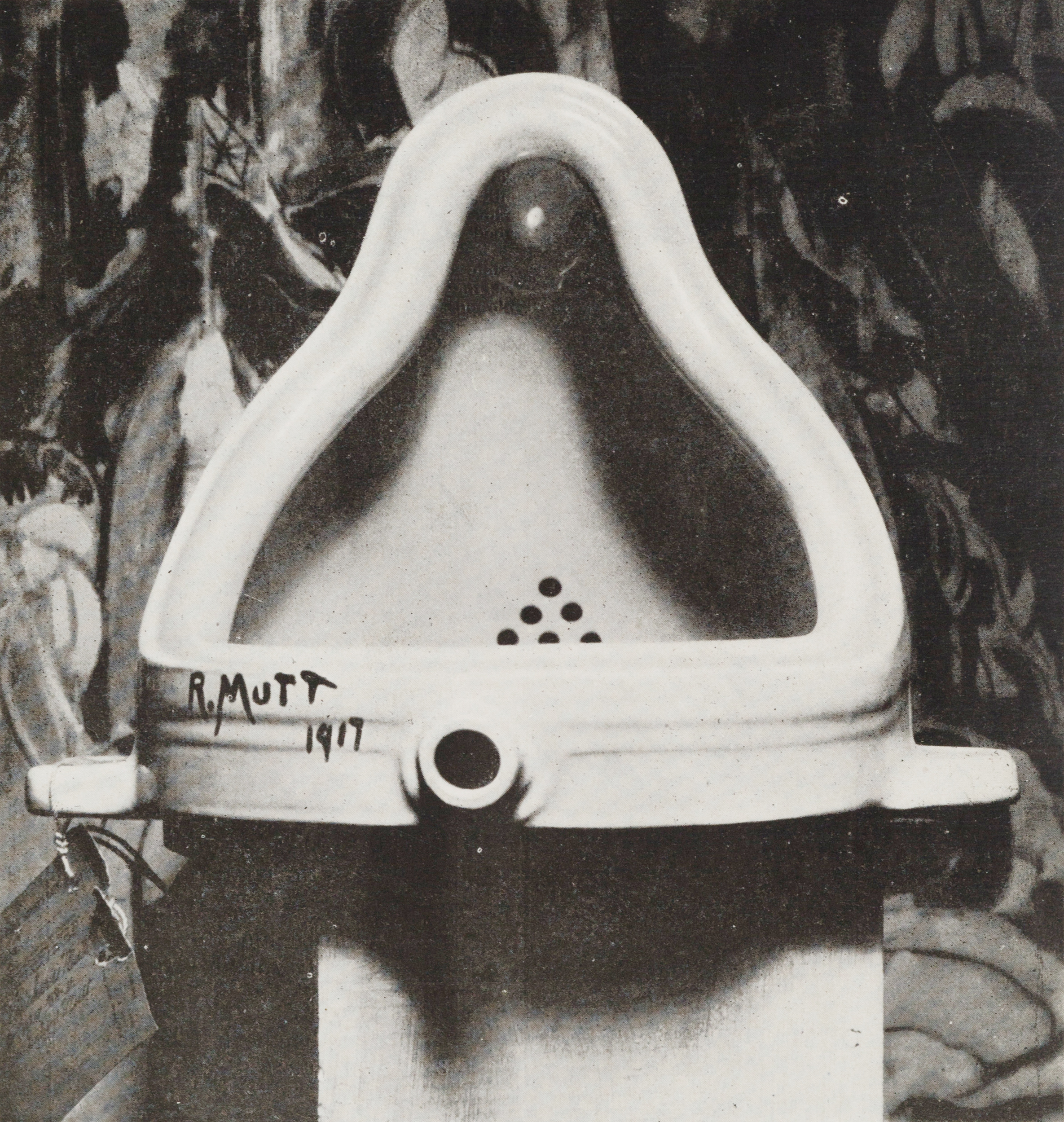
Fountain, Foto von Alfred Stieglitz (1917)

Während des Ersten Weltkriegs wurde die Galerie 291 zum wichtigsten Forum der europäischen Avantgarde und zur sprichwörtlichen „Triebfeder“ des internationalen Dadaismus. 1915 gründeten Stieglitz, de Zayas und Picabia mit der Unterstützung des Fotografen Paul Burty Haviland und der Journalistin Agnes E. Meyer eine neue Zeitschrift, die sie, gleichnamig wie die Galerie, kurz 291 nannten. Weitere Autoren waren, neben John Marin, die Dichter Max Jacob und Georges Ribemont-Dessaignes. Inspiriert durch de Zayas’ abstrakte Porträtzeichnungen, veröffentlichte Picabia darin eine Reihe von Maschinenzeichnungen, die sogenannten mechanomorphischen Bilder. Darunter das signifikante Werk Fille née sans mère (Mädchen, ohne Mutter geboren), das Picabias Abkehr vom Kubismus kennzeichnen sollte. Überdies porträtierte Picabia de Zayas, Haviland und Stieglitz als Maschinen; so wurde aus dem Konterfei von Stieglitz eine Kamera-Konstruktion, die mit dem Zusatz Ici, c’est ici Stieglitz / foi et amour (Hier, das ist Stieglitz hier / Glaube und Liebe) versehen war. Das ironische Stieglitz-Porträt erschien auf der Titelseite von 291.
Vor dem Hintergrund des Krieges war der Tenor von 291 überaus patriotisch, wobei die Vereinigten Staaten als „modernste Nation der Welt“ bejubelt wurden, die Autoren ihre Leser aber auch hinterfragten, ob sie wüssten und würdigten, welch eine zentrale Rolle die Maschine in ihrem Leben mittlerweile spiele. 1917 führte Marcel Duchamp diesen Gedankengang künstlerisch weiter, indem er ein maschinengefertigtes Objekt, ein beliebiges Urinal, das er Fountain betitelte, als Ready-made deklarierte und zum Kunstobjekt erhob. Duchamp war zu diesem Zeitpunkt Mitglied der Society of Independent Artists und hatte bereits in der Armory mit seinem Gemälde Akt, eine Treppe herabsteigend Nr. 2 Aufsehen erregt. Mit dem zusätzlichen Skandal um das unter einem Pseudonym in der Jahresausstellung der Society of Independent Artists eingereichte und von der Jury zurückgewiesene Urinal hatte Duchamp eine medienwirksame Popularität erworben, die sich Stieglitz zunutze machen wollte. Schließlich gelang es ihm, Duchamp davon zu überzeugen, das Urinal in der 291 auszustellen. Alfred Stieglitz persönlich fotografierte das Exponat, dem nun, dank Bilddokument durch den seinerzeit renommiertesten Fotografen der Ostküste, innerhalb kürzester Zeit internationale Aufmerksamkeit als Kunstobjekt geschenkt wurde. Die Fotografie wurde im selben Jahr in dem von Duchamp, Henri-Pierre Roché und Beatrice Wood herausgegebenen Dada-Journal The Blind Man (Ausgabe Nr. 2 im Mai 1917) veröffentlicht.
Spätestens seit der Armory Show fühlte sich Stieglitz zunehmend den amerikanischen Künstlern verpflichtet und konzentrierte sich nach 1915 hauptsächlich auf deren Arbeiten. Nach Ansicht seiner engsten Freunde, Marius de Zayas und Francis Picabia, war Stieglitz’ Innovationsfreude seit der Armory Show deutlich gebremst, vornehmlich sein Anliegen, die amerikanische Moderne voranzutreiben, schien im Sande zu verlaufen. Stieglitz „brauchte“ also förmlich einen neuen, modernen amerikanischen Künstler, möglichst einen Fotografen, der dem Medium neue Impulse geben würde.

### Paul Strand 1916
Mit Paul Strand handelte es sich um die erste Fotoausstellung in der Galerie seit Stieglitz’ „diabolischem Test“ während der Armory Show vor drei Jahren. Obwohl Stieglitz die Schau als „bahnbrechendes Ereignis für die moderne Fotografie“ angekündigt hatte, muss es sich eher um eine „zusammengewürfelte Mischung von Fotografien“ gehandelt haben, wie Sarah Greenough, Kuratorin der Stieglitz-Retrospektive in der National Gallery of Art in Washington D. C. 2001, bei der Rekonstruktion der Ausstellung befand.
Paul Strand, 1916

(externe Weblinks !)
- Pears and Bowls, 1916
- Blind, 1916
- Portrait, Washington Square Park, 1916
- The White Fence, 1916

(vermutlich in der Galerie gezeigt)
Wie für die meisten Ausstellungen der Galerie existieren keinerlei Kataloge oder Listen der Exponate. Lediglich fünf Fotografien können der Ausstellung sicher zugeordnet werden: City Hall Park, The River Neckar von 1911, Railroad Sidings von 1914, Maid of the Mist, Niagara Falls und Winter, Central Park New York. Die Bilder gelten als studentische Frühwerke des Fotografen. Zeitgenössische Kritiken deuten darauf hin, dass es sich fast ausschließlich um piktorialistische Arbeiten gehandelt haben muss. Der konservative Kritiker Royal Cortissoz von der New York Herald Tribune, der die Arbeiten der Modernisten allgemeinhin als „dumme hässliche Bilder“ abklassifizierte, lobte Strands „bemerkenswerte Fotografien“ als „silbrige Bilder von überragender Anmut.“ Ein Kritiker beschrieb The White Fence: „Man kann kaum mehr Kontrast, Betonung, Überspanntheit und Hässlichkeit innerhalb der vier Seiten eines Bildes kombinieren“; lediglich der Kunstkritiker Charles Caffin bemerkte einen Unterschied zu den anderen Piktorialisten dieser Tage.
Paul Strand verband wesentliche Aspekte des Modernismus in seinen Fotoarbeiten: Wie seine Vorbilder Cézanne, Picasso und Braque experimentierte er mit Alltagsgegenständen (Pears and Bowls, 1916); wie die Kubisten demontierte er die Bildkompositionen, in dem er die Strukturen, Lichter und Schatten überbetonte (The White Fence, 1916); er interessierte sich für die Maschine (Wire Wheel, 1917), ein essentielles Element, das sich auch bei Duchamp und Picabia findet; hinzu kam eine neuartige, sozialdokumentarische Komponente, die er vermutlich von Lewis Hine übernommen hatte: die Empathie für den gemeinen Menschen auf der Straße (Blind, 1916) sowie das Interesse für die ethnische Vielfalt der Emigranten (Portrait Washington Square Park, 1916). Die letztgenannten Arbeiten wurden im Juni 1917 in der letzten Ausgabe von Camera Work abgedruckt.

### Marsden Hartley 1916
Im Anschluss an Paul Strand stellte Marsden Hartley seine Berlin-Gemälde in der 291 aus. Hartley und Stieglitz kannten sich bereits seit 1909. Damals hatte Stieglitz dem Maler nach nur einem kurzen Blick auf dessen Werke eine Ausstellung zugesagt. Auf dem Vertrauen des Galeristen in den Künstler baute sich eine nachhaltige Freundschaft auf. 1912 war Hartley nach Paris gegangen, doch bereits nach nur einem Jahr nach Berlin umgezogen, weil ihm die Seine-Metropole als zu dichtgedrängt erschien und er es genoss, als Amerikaner in Berlin eher eine Ausnahmeerscheinung zu sein. Hartley blieb bis Ende 1915 in Berlin und hatte seit seiner Rückkehr in die Vereinigten Staaten kein weiteres Gemälde mehr gefertigt: „Nun bin ich für alle Verbindungen vorbereitet … ich werde mich für sämtliche Ideen der Ausstellung so frei machen, wie möglich …“
Marsden Hartley, 1916

(externe Weblinks !)
- Indian Fantasy, 1914
- Portrait of a German Officer, 1914
- The Iron Cross, 1915

Die Ausstellung markierte den Höhepunkt in der ersten Phase von Hartleys Karriere. Etwa 40 Gemälde wurden gezeigt, die Schau galt als die umfangreichste Antwort eines amerikanischen Künstlers auf die europäische Moderne. Die Bilder waren, wie Hartley es nannte, „vom kosmischen Kubismus geprägt“, wobei Einflüsse von Kandinsky und Franz Marc sichtbar wurden. Wohingegen einige Arbeiten deutlich von der Bildsprache der amerikanischen Ureinwohner inspiriert waren und beispielsweise Tipis, Adler, Kanus oder Kriegsbemalungen zeigten. Hartley hatte diese indianischen Artefakte erst im Pariser Trocadéro (heute Palais de Chaillot) und im Berliner Museum für Völkerkunde kennengelernt, sie bewirkten jedoch sein nachhaltiges Interesse für die indianische Kultur. Mit Fortschreiten des Krieges verdrängte Hartley die amerikanischen Themen jedoch aus seinem Werk und baute zunehmend deutsche Versatzstücke ein, was einerseits als malerische Trauerarbeit über den Fall seines Freundes Karl von Freyburg zu verstehen ist, andererseits um in gewissem Maße dem deutschen Publikum zu entsprechen.
Die Reaktionen auf die Ausstellung waren weitgehend negativ. Hartleys Status als radikalster Künstler in Deutschland wurde zwar gefestigt, seine Malereien zielten jedoch auf das Berliner Publikum ab, was vor dem Hintergrund des Kriegsgeschehens äußerst ungünstig war. Die Reporter der New York Times konnten sich nicht recht entscheiden, ob Hartleys Werke pro- oder antideutsch interpretiert werden sollten. Robert J. Cole von der Evening Sun lobte zumindest die Farbgebung der Flaggen und Schachbrettmuster in den Gemälden: „Die Soldatenstücke geben weniger die Zerstörung auf den Schlachtfeldern wieder, weil dieser sehr moderne Künstler vielmehr auf die Glorie des Rittertums und dessen Heraldik zurückgreift.“ Ein weiterer Kritiker zog den direkten Vergleich zwischen Indianer-Tipis und Militärzelten.

### Georgia O’Keeffe, 1916 und 1917
Georgia O’Keeffe, 1916/1917

(externe Weblinks !)
- No. 20 – From Music – Special, 1915
- Blue Lines, 1916
- Blue II, 1916

Die ersten Arbeiten, die Stieglitz von Georgia O’Keeffe im Januar 1916 sah, waren relativ grobe, abstrakte Kohlezeichnungen. Die 29-Jährige war zu diesem Zeitpunkt eine vollkommen unbekannte Kunstlehrerin. Er war begeistert über die rätselhaft anmutenden Abstraktionen: „Das sind wirklich feine Sachen – du sagst eine Frau hat die gemacht – sie ist eine ungewöhnliche Frau – sie ist aufgeschlossen – sie ist größer als die meisten Frauen, aber sie hat diese Feinfühligkeit – ich wusste, dass sie eine Frau ist – siehe diese Linie. Das sind die reinsten, feinsten, aufrichtigsten Dinge, die seit langem in die 291 gelangt sind. Es würde mir nichts ausmachen, sie eine Zeit lang in einem dieser Räume zu zeigen.“ Also entschied er sich dazu, im Mai 1916 einige ihrer Zeichnungen in der Galerie auszustellen, ohne O’Keeffe darüber zu informieren.
O’Keeffe war unter anderem von Alon Bement, der am Teachers College, Columbia University Kunstkurse gab, und von dem Künstler, Fotografen, Drucker und Kunstlehrer Arthur Wesley Dow beeinflusst. Bement machte O’Keeffe mit den europäischen Künstlern vertraut und schlug ihr vor, sich mit Kandinsky, insbesondere mit dessen Gedanken, Kunst als Selbstausdruck zu verstehen, auseinanderzusetzen. Dow indes hatte sich mit chinesischer und japanischer Kunst auseinandergesetzt, was ihn schließlich zur Ablehnung des tradierten, in den Kunstschulen gelehrten Realismus brachte. Dow war der Überzeugung, ein Künstler solle die Natur nicht imitieren, stattdessen lieber deren Gefühle und Ideen zum Ausdruck bringen, was im Idealfall durch harmonische Arrangements aus Linien, Farben und Tonwerten erzielt werden könnte.

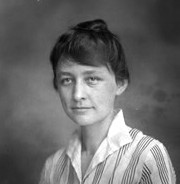
Georgia O’Keeffe hatte 1917 ihre erste Einzelausstellung in der Galerie (Fotografie von 1915)

Stieglitz machte keine besonderen geschlechtlichen Unterschiede, er betrachtete und behandelte männliche und weibliche Künstler gleich, ebenso wie er die kreative Energie der sexuellen Energie gleichstellte. Er schrieb 1916: „Neben anderen Werten sind Miss O’Keeffes Zeichnungen unter einem psychoanalytischen Aspekt interessant. Die 291 sah nie zuvor eine Frau, die sich so freizügig selbst ausgedrückt hat.“ Stieglitz war überzeugt, O’Keeffes Arbeiten besäßen eine verborgene Bedeutung, derer sich die Künstlerin selbst nicht bewusst sei. Darüber entstand ein reger postalischer Disput, in dessen Folge sie ihre Werke erst zurückforderte, dann Stieglitz endlich ihre Gedanken erklärte, einer Ausstellung zusagte und mit der Frage schloss: „Denken Sie ich bin eine Idiotin?“
Im Februar 1917 hatte O’Keeffe genügend Werke für eine Einzelausstellung geschaffen. Die 23 ausgestellten Werke demonstrierten ihren kontinuierlichen Schritt in die Abstraktion. Die Ausstellung, die vom 3. April bis zum 14. Mai 1917 gezeigt wurde, war zugleich die letzte in der Galerie 291. O’Keeffe war eigens aus Texas angereist, um ihrer Ausstellung beizuwohnen. In New York machte sie Bekanntschaft mit Paul Strand und weiteren Künstlern des Stieglitz Circle, wie Arthur Dove oder John Marin. Zu Stieglitz entwickelte sich indes eine intensive Liebesbeziehung, die über die nächsten zehn Jahre anhalten sollte. Von 1918 bis 1937 fertigte Stieglitz über 300 Fotografien von O’Keeffe. Sie heirateten 1924 (Stieglitz erste Ehe mit Emmeline Obermeyer wurde 1918 geschieden).

### Schließung der Galerie 1917
Im Juni 1917, zwei Monate nach dem Kriegseintritt der USA, sah sich Stieglitz, der die Galerie überwiegend vom Vermögen seiner ersten Ehefrau Emmeline Obermeyer finanziert hatte, aufgrund der schlechten wirtschaftlichen Lage gezwungen, die 291 zu schließen. Mit dem Ende der Galerie löste sich gleichfalls die bedeutungslos gewordene Photo-Secession auf, und die kostenintensive Zeitschrift Camera Work wurde eingestellt. Zwischen 1917 und 1918 zog sich Stieglitz für mehrere Monate in einen Raum im Stockwerk unter den nunmehr verlassenen Ausstellungsräumen zurück. In diesem Raum, den er seine „Gruft“ nannte, konnte er es „über sich ergehen lassen“, Gedankenaustausch mit den Künstlern, Fotografen und Autoren, die ihn weiterhin besuchten, zu betreiben. „Nun, in Kriegszeiten, ohne Ausstellungsraum oder neue Kunstwerke scheint das freie Experimentieren und das Gefühl völliger künstlerischer Freiheit nicht länger möglich“, wie er sagte. Ihm war klar, „dass der Modernismus völlig neu überdacht werden musste.“
Hinzu kam, dass zahlreiche seiner Freunde und Kollegen, sowie viele andere, die die kollektive Kunstszene belebt hatten, New York verließen und aus seinem Umfeld verschwanden. Paul Haviland war bereits 1915 nach Paris gegangen. Marius de Zayas verfolgte mit der Modern Gallery eigene Ziele, die zum Bruch mit Stieglitz führten. Edward Steichen trat als Freiwilliger der U.S. Army bei und wirkte in Frankreich bei der Luftaufklärung mit. Er betätigte sich in späteren Jahren weiterhin als Ausstellungsmacher und war von 1947 bis 1962 Direktor der Fotoabteilung des New Yorker Museum of Modern Art, für das er ab 1951 die umfangreiche Fotoausstellung The Family of Man kuratierte. Im Oktober 1917 ging Francis Picabia mit seiner Frau Gabrielle Buffet-Picabia zurück nach Frankreich und kehrte nie wieder in die USA zurück. Marcel Duchamp verließ New York in Richtung Südamerika.
Mit den Weggefährten Charles Demuth, Arthur Dove, Marsden Hartley, John Marin, Georgia O’Keeffe und Paul Strand kristallisierte sich schließlich eine Gruppe von Künstlern heraus, die als Seven Americans den amerikanischen Modernismus weiterentwickelten und festigten. In den Folgejahren gründete Stieglitz noch weitere Galerien in New York: Die Intimate Gallery (1925–1929) und An American Place (1929–1946), in denen er bevorzugt Werke dieser sowie weiterer, vornehmlich amerikanischer Künstler, präsentierte.

### Resümee
Vor allem die letzten Ausstellungen hatten Stieglitz deutlich gemacht, welche extreme Wandlung die Kunst in der letzten Dekade vollzogen hatte und dass jeder Künstler die Entwicklungen der europäischen Moderne auf seine eigene Weise im Werk rezipiert und zu einem neuen Vokabular in der Bildsprache gefunden hatte. Marsden Hartley beispielsweise war von Kandinsky inspiriert; John Marin gab in seinen Aquarellen mit urbanen, oft menschenleeren Sujets eine Vorlage für den späteren Präzisionismus; Arthur Dove emanzipierte sich als erster abstrakter amerikanischer Künstler, und Georgia O’Keeffe hatte mit ihren halbabstrakten Arbeiten zu einem eigenen, von den Europäern scheinbar gänzlich unbeeinflussten Stil gefunden. Viele weitere Künstler verfolgten zunächst kubofuturistische Anordnungen, um über den Präzisionismus zu einem regionalistischen oder, wie die Maler der The Eight (um 1934 als Ashcan School geläufig), zu einem sozialkritischen Realismus zu gelangen, der übergreifend als American Scene bekannt wurde. Ihnen gemein ist die deutliche Verbundenheit zur Fotografie, die in den Vereinigten Staaten den stärksten Einfluss auf die bildenden Künste nahm. Als Vertreter der sozialdokumentarischen Fotografie sei hier Paul Strand genannt. Nur wenige Zeitgenossen übernahmen prädadaistische Elemente, wie beispielsweise der New Yorker Maler und Fotokünstler Man Ray, der sich noch ganz am Anfang seiner Künstlerkarriere Anregungen in Stieglitz’ Galerie geholt hatte. Zusammen mit Duchamp und Picabia formulierte Man Ray etwa zeitgleich den kurzlebigen New-York-Dada, bevor er sich von der US-amerikanischen Kunst abwandte.

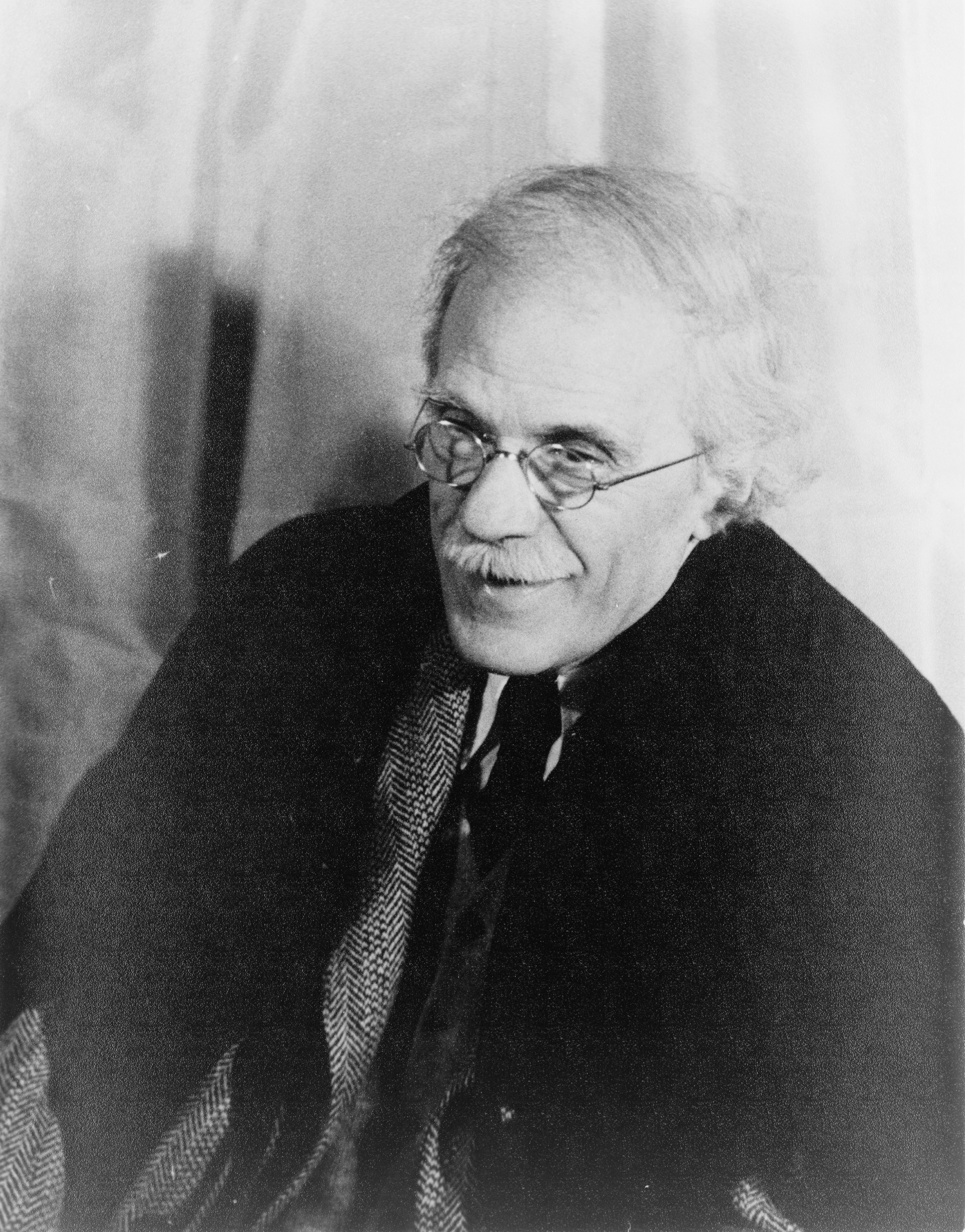
Alfred Stieglitz, 1935
Fotografie: Carl van Vechten

Die Tendenzen des modernen Kunstbetriebs konnten Alfred Stieglitz nie dazu bewegen, New York zu verlassen. Zu der Zeit, als sich zahlreiche amerikanische Künstler wie beispielsweise Charles Demuth, Marsden Hartley oder Man Ray nach Paris orientierten, bat Stieglitz die Redakteure der avantgardistischen Zeitschrift Broom, einem Periodikum, das von Amerikanern in Italien herausgegeben wurde, den Blick wieder nach New York zu richten. Vier Jahre nach Schließung der Galerie sah Stieglitz die Idee der 291 aktiver denn je; er schrieb: „vieles kristallisiert sich gerade jetzt – vieles wird in Bewegung gesetzt – alle streben in eine Richtung.“ In Paris befürchteten Künstler wie Kunstkritiker, dass es ohne einen ambitionierten Sprecher wie Stieglitz kein Zentrum und keinen amerikanischen Treffpunkt mehr geben würde: Stieglitz’ Galerie sei Mittelpunkt und Anlaufstelle für Auseinandersetzungen und Kunstdiskussionen, für Ausstellungen und Vermittlungen gewesen.
Alfred Stieglitz starb 1946. Nach seinem Tod wurden die meisten Werke der 291 aus seinem Besitz von Georgia O’Keeffe anteilig als Alfred Stieglitz Collection der National Gallery of Art in Washington, D.C., der Fisk University in Nashville, Tennessee, sowie dem Museum of Fine Arts in Boston, gestiftet.

## Rezeption
„Wenn ich schließlich einmal beurteilt werden sollte, dann sollte ich für mein eigenes fotografisches Werk beurteilt werden, für Camera Work, für die Art, wie ich lebte und wie ich über vierzig Jahre lang demonstriert habe, wie man ineinandergreifende Ausstellungen gestaltet.“

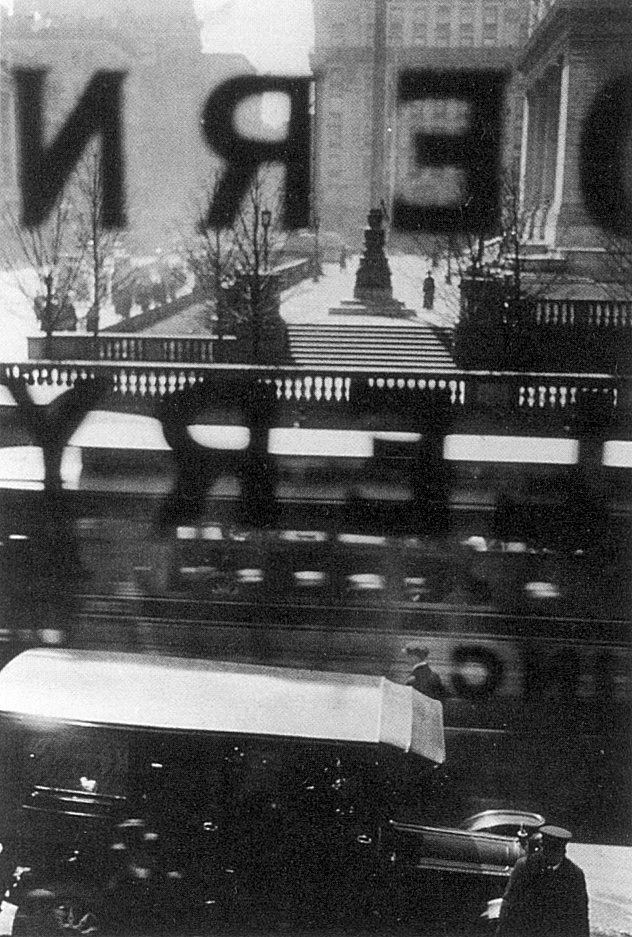
Blick durch ein Fenster der Modern Gallery auf die gegenüberliegende New York Public Library, unbekannter Fotograf, 1915

Marius de Zayas, Francis Picabia, Agnes E. Meyer, der Kunstsammler Walter Conrad Arensberg und weitere junge Protagonisten aus dem Umfeld von Alfred Stieglitz, eröffneten im Oktober 1915 mit der Modern Gallery eigene Ausstellungsräume in der Fifth Avenue, die zwar unter dem legendären Geist der 291 firmierten, aber im Unterschied zu Stieglitz’ Mäzenatentum vornehmlich auf den kommerziellen Aspekt setzten. Somit gehörten sie zu den Pionieren des bald rasant wachsenden New Yorker Kunsthandels und markierten den Beginn des Wandels der Stadt zur neuen Kunstmetropole.
Francis Picabia veröffentlichte ab Januar 1917 in Barcelona das Dada-Periodikum 391, in dem er seine Maschinenbilder präsentierte und „Anti-Kunst“ und „Anti-Literatur“ proklamierte. Titel und Aufmachung der Zeitschrift waren eine bewusste Anspielung auf die Hauszeitschrift der Galerie 291, die er zuvor mit Stieglitz herausgegeben hatte. 391 erschien erfolgreich bis zum Oktober 1924 auch in New York, Zürich und Paris.
In den 1920er Jahren entstand eine Vielzahl weiterer kommerzieller Galerien in New York, wie beispielsweise Bourgeois, Belmaison, Daniel oder Montross und Institutionen wie das Metropolitan Museum of Art oder das Brooklyn Museum of Art wurden gegründet, „doch die Lücke in der New Yorker Kunstwelt, die mit der Schließung der 291 nach dem Krieg entstanden war, wurde nur langsam geschlossen“, so die Kuratorin Sarah Greenough.
Mit Gründung der Société Anonyme Inc. 1920 versuchte die Kunstsammlerin und Malerin Katherine Sophie Dreier gemeinsam mit den befreundeten Marcel Duchamp und Man Ray an Stieglitz anzuknüpfen und eine Organisation zur Förderung moderner Kunst in New York zu etablieren. Die Société veranstaltete eine Reihe wichtiger Ausstellungen – so wurde beispielsweise die erste Werkschau von Alexander Archipenko in den USA organisiert. Dreier scheiterte jedoch langfristig an dem Plan, ihre eigene umfangreiche Sammlung in einen staatlich subventionierten, musealen Kontext zu bringen.
Ebenfalls 1920 zeigten die von Henry Fitch Taylor gegründeten Modern Artists of America sowie der Whitney Studio Club (aus dem 1930 das Whitney Museum of American Art resultierte) moderne Arbeiten ihrer Mitglieder.
Der Maler Thomas Hart Benton, ein führender Vertreter des Amerikanischen Regionalismus, attackierte Alfred Stieglitz 1935 in einem Rückblick in der Zeitschrift Common Sense, indem er dessen „amerikanische Ästhetik“ in Frage stellte: „Es ist nicht so sehr seine Kunst, die amerikanisch ist, es ist vielmehr sein Selbstverständnis als ‚Seher‘ und ‚Prophet‘, darin liegt seine wahre Beziehung zu unserem Land. Amerika produziert mehr von denen, als irgend ein Land dieser Welt. Dieser Platz ist voll von Kulten, die von Individuen angeführt werden, die sich selbst als das Maß aller Dinge betrachten.“ Über die 291 schrieb Benton: „Ich bin mir sicher, dass an keinem anderen Ort auf der Welt mehr beknacktes Zeug produziert wurde […] die Verseuchung mit intellektueller Blödheit nahm dort unglaubliche Ausmaße an.“
Ansel Adams, der Mitte der 1930er Jahre in Stieglitz’ Galerie An American Place ausstellte, erinnerte sich in seiner 1984 erschienenen Autobiografie an Stieglitz als Ausstellungsmacher: „Er sagte anderen Künstlern, was ihr Werk ihm bedeutete. Waren sie groß genug, die Wahrheit seiner ehrlichen Meinung zu akzeptieren, so bereicherte sie das. Er glaubte, daß in der Kunst die Möglichkeit gegeben war, essentielle Aussagen über das Leben zu machen – auszudrücken, was der einzelne in Beziehung zur Welt und seinen Mitmenschen empfindet.“
Susan Sontag betrachtete Stieglitz’ Bestreben, die amerikanische Kunst zu emanzipieren, unter dem Aspekt „einer großen amerikanischen Kulturrevolution“, die Walt Whitman bereits 1855 im Vorwort zu Leaves of Grass (dt. Grashalme) prophezeit hatte, „… die aber nie stattfand“, so Sontag. In ihrem Essay Über Fotografie bemerkte sie: „Angefangen mit den Bildern, die in Camera Work reproduziert und konsekriert und in der 291 ausgestellt wurden – wobei Zeitschrift und Galerie das anspruchsvollste Forum Whitmanscher Prägung darstellten –, hat der Weg der amerikanischen Fotografie von der Bejahung über die Aushöhlung bis zur Parodie von Whitmans Programm geführt […] wie Whitman sah Stieglitz keinen Widerspruch darin, die Kunst zum Werkzeug der Identifikation mit der Gemeinschaft zu machen und gleichzeitig den Künstler als heroisches, romantisches, sich selbst zum Ausdruck bringendes Ich zu verherrlichen.“
Im Frühjahr 2001 zeigte die National Gallery of Art in Washington, D.C. die umfangreiche Ausstellung Modern art and America: Alfred Stieglitz and His New York Galleries, die erstmals Alfred Stieglitz’ Bedeutung in seiner Rolle als Fotopionier, Galerist und Verleger für die Entwicklung der modernen US-amerikanischen Kunst hervorhob. Die Schau zeigte unter anderem eine Rekonstruktion von Stieglitz’ experimenteller 1914er Ausstellung mit afrikanischer Kunst und Skulpturen von Constantin Brâncuşi.
Der amerikanische Kulturwissenschaftler Michael North hinterfragt in seinen 2005 veröffentlichten Betrachtungen zur ästhetischen Moderne und zur Fotografie die Multidisziplinarität von Alfred Stieglitz’ Zeitschrift Camera Work, in der neben fotografischen Werken auch Malerei und literarische Texte – hier sei insbesondere Gertrude Stein genannt – publiziert wurden. North unterstellt, dass Literatur und visuelle Künste durch die Fotografie in ein neues Verhältnis rückten: „Durch die Zeitschrift ist die Fotografie zu einem wichtigen Vehikel für abstrakte Kunst und experimentelle Literatur geworden“. Der Autor macht dies an einer Anekdote aus dem Jahr 1912 fest, als ein Leser von Camera Work erstaunt fragte, was „Picasso & Co“ mit Fotografie zu tun hätten.
Eine umfangreiche Dada-Retrospektive, die 2005/2006 im Pariser Centre Georges Pompidou gezeigt wurde, stellte Alfred Stieglitz’ Galerie 291 als Zentrum des New-York-Dada vor, das allerdings durch weniger kollektiv organisierte Aktivitäten gekennzeichnet war.

## Liste der Ausstellungen
Die Daten sind der Zeitschrift Camera Work und dem Kunstkalender der New York Evening Post entnommen.
| 1905 | 24. November–4. Januar    | Ausstellung der Photo-Secession |
| 1906 | 10. Januar–24. Januar     | Fotografische Arbeiten von Robert Demachy, René Le Bègue und Constant Puyo |
|      | 5. Februar–19. Februar    | Fotografien von Gertrude Käsebier und Clarence H. White |
|      | 21. Februar–7. März       | Erste Ausstellung britischer Fotografen |
|      | 9. März–24. März          | Fotografien von Edward Steichen |
|      | 7. April–28. April        | Deutsche und Wiener Fotografen |
|      | 10. November–30. Dezember | Ausstellung der Mitglieder |
| 1907 | 5. Januar–24. Januar      | Zeichnungen von Pamela Coleman Smith |
|      | 25. Januar–12. Februar    | Fotografien von Baron Adolphe de Meyer und George Henry Seeley |
|      | 19. Februar–5. März       | Fotografien von Alice Boughton, William B. Dyer und C. Yarnall Abbott |
|      | 11. März–10. April        | Fotografien von Alvin Langdon Coburn |
|      | 18. November–30. Dezember | Ausstellung der Mitglieder |
| 1908 | 2. Januar–21. Januar      | Zeichnungen von Auguste Rodin |
|      | 7. Februar–25. Februar    | Fotografien von George H. Seeley |
|      | 26. Februar–11. März      | Exlibris und Radierungen von Willi Geiger Radierungen von D. S. McLaughlan, Zeichnungen von Pamela Coleman Smith                                                                                          |
|      | 12. März–2. April         | Fotografien von Edward Steichen |
|      | 6. April–25. April        | Aquarelle, Lithografien, Radierungen und Zeichnungen von Henri Matisse |
|      | 8. Dezember–30. Dezember  | Ausstellung der Mitglieder |
| 1909 | 4. Januar–16. Januar      | Karikaturen in Kohle von Marius de Zayas und Autochromes von J. Nilsen Lauvrik |
|      | 18. Januar–1. Februar     | Fotografien von Alvin Langdon Coburn |
|      | 4. Februar–22. Februar    | Fotografien in Farbe und Monochrom von Baron Adolphe de Meyer |
|      | 26. Februar–10. März      | Exlibris, Ätz- und Kaltnadelradierungen von Allen Lewis |
|      | 17. März–27. März         | Zeichnungen von Pamela Coleman Smith |
|      | 30. März–17. April        | Skizzen in Öl von Alfred Maurer und Aquarelle von John Marin |
|      | 21. April–7. Mai          | Edward Steichen: Fotografien von Rodins Balzac |
|      | 8. Mai–18. Mai            | Malereien von Marsden Hartley |
|      | 18. Mai–2. Juni           | Ausstellung von japanischen Drucken der F. W. Hunter Collection, New York |
|      | 24. November–17. Dezember | Monotypien und Zeichnungen von Eugene Higgins |
|      | 20. Dezember–14. Januar   | Lithografien von Henri de Toulouse-Lautrec |
| 1910 | 21. Januar–5. Februar     | Farbfotografien von Edward Steichen |
|      | 7. Februar–19. Februar    | Aquarelle, Pastelle und Radierungen von John Marin |
|      | 23. Februar–8. März       | Fotografien und Zeichnungen von Henri Matisse |
|      | 9. März–21. März          | Younger American Painters (Arthur Dove, John Marin, Max Weber und Edward Steichen) |
|      | 21. März–18. April        | Zeichnungen von Rodin |
|      | 26. April–Mai             | Karikaturen von Marius de Zayas |
|      | 18. November–8. Dezember  | Lithografien von Cézanne, Manet, Renoir und Toulouse-Lautrec; Zeichnungen von Rodin; Malereien und Zeichnungen von Henri Rousseau                                                                         |
|      | 14. Dezember–12. Januar   | Radierungen und Zeichnungen von Gordon Craig |
| 1911 | 11. Januar–31. Januar     | Malereien und Zeichnungen von Max Weber |
|      | 2. Februar–22. Februar    | Aquarelle von John Marin |
|      | 1. März–25. März          | Aquarelle von Cézanne |
|      | 28. März–25. April        | Frühe und neuere Aquarelle und Zeichnungen von Pablo Picasso |
|      | 8. November–17. Dezember  | Aquarelle von Gelett Burgess |
|      | 18. Dezember – 5. Januar  | Fotografien von Baron Adolphe de Meyer |
| 1912 | 17. Januar–3. Februar     | Malereien von Arthur B. Carles |
|      | 7. Februar–26. Februar    | Malereien und Zeichnungen von Marsden Hartley |
|      | 27. Februar–12. März      | Malereien und Pastelle von Arthur G. Dove |
|      | 14. März–6. April         | Skulpturen und Zeichnungen von Henri Matisse |
|      | 11. April–10. Mai         | Aquarelle, Pastelle und Zeichnungen von Kindern im Alter von zwei bis elf Jahren |
|      | 20. November–12. Dezember | Karikaturen von Alfred J. Frueh |
|      | 15. Dezember–14. Januar   | Malereien und Zeichnungen von Abraham Walkowitz |
| 1913 | 20. Januar–15. Februar    | Aquarelle von John Marin |
|      | 24. Februar–15. März      | Fotografien von Alfred Stieglitz |
|      | 17. März–5. April         | Ausstellung von New Yorker Studien von Francis Picabia |
|      | 8. April–20. Mai          | Karikaturen von Marius de Zayas |
|      | 19. November–3. Januar    | Aquarelle, Pastelle und Zeichnungen von Abraham Walkowitz |
| 1914 | 12. Januar–14. Februar    | Malereien von Marsden Hartley |
|      | 18. Februar–11. März      | Zweite Ausstellung von Kindermalereien |
|      | 12. März–4. April         | Skulpturen von Constantin Brâncuşi |
|      | 6. April–6. Mai           | Malereien und Zeichnungen von Frank Burty Haviland |
|      | 3. November–8. Dezember   | Sanctuary in Wood by African Savages – Afrikanische Skulpturen |
|      | 9. Dezember–11. Januar    | Malereien und Zeichnungen von Georges Braque und Pablo Picasso in Kombination mit afrikanischen Artefakten; Archaische mexikanische Keramiken und Schnitzereien; Kalogramme von Torres Palomar aus Mexiko |
| 1915 | 12. Januar–26. Januar     | Neuere Malereien von Francis Picabia |
|      | 27. Januar–22. Februar    | Malereien von Marion H. Beckett und Katharine Rhoades |
|      | 23. Februar–26. März      | Aquarelle, Ölmalereien, Radierungen und Zeichnungen von John Marin |
|      | 27. März–16. April        | Dritte Ausstellung von Kindermalereien |
|      | 10. November–7. Dezember  | Malereien und Zeichnungen von Oscar Bluemner |
|      | 8. Dezember–19. Januar    | Skulpturen und Zeichnungen von Elie Nadelman |
| 1916 | 18. Januar–12. Februar    | Neuere Aquarelle von John Marin |
|      | 14. Februar–12. März      | Aquarelle und Zeichnungen von Abraham Walkowitz |
|      | 13. März–3. April         | Fotografien von Paul Strand |
|      | 4. April–22. Mai          | Malereien von Marsden Hartley |
|      | 23. Mai–5. Juli           | Zeichnungen von Georgia O’Keeffe, Aquarelle und Zeichnungen von Charles Duncan, Ölmalereien von René Lafferty                                                                                             |
|      | 22. November–20. Dezember | Aquarelle und Zeichnungen von Georgia Engelhard, der zehnjährigen Nichte von Stieglitz; Malereien und Zeichnungen von Hartley, Marin, Walkowitz, Wright und O’Keeffe                                      |
|      | 17. Dezember–17. Januar   | Aquarelle von Abraham Walkowitz |
| 1917 | 22. Januar–7. Februar     | Neuere Arbeiten von Marsden Hartley |
|      | 14. Februar–3. März       | Aquarelle von John Marin |
|      | 6. März–17. März          | Malereien, Pastelle und Zeichnungen von Gino Severini |
|      | 20. März–31. März         | Malereien und Skulpturen von Stanton Macdonald-Wright |
|      | 3. April–14. Mai          | Neuere Arbeiten von Georgia O’Keeffe |